# 2024年のテレビ特別番組一覧
- 2024年のテレビ (日本) > 2024年のテレビ特別番組一覧
- 2024年のテレビ番組一覧 (日本) > 2024年のテレビ特別番組一覧

2024年のテレビ特別番組一覧（2024ねんのテレビとくべつばんぐみいちらん）では、2024年に日本国内で放送されたテレビの特別番組をまとめる。

## 単発特番

### 1月放送
- 1日
  - 超体感!四国 お遍路の旅（NHK総合）
  - 有吉弘行のプライベートジェット爆食ツアー!芸能人の勝負差し入れフェス（フジテレビ）[1]
- 2日
  - アゲジェネ!（1日深夜、フジテレビ）
  - 吉田粗品の選択（テレビ朝日）
- 3日 - 名店の味わけて下さい（テレビ東京）
- 4日
  - 大好物の大好物 あなたのNo.1（3日深夜、フジテレビ）
  - 上沼恵美子×ニューヨーク×古舘伊知郎「もしも夫がゾンビになったら…」[注 1]（読売テレビ）[注 2][2][3]
  - 遠藤憲一の今日はお手伝い弁当（テレビ東京）
- 5日
  - 六本木レンタルスタジオ（4日深夜、テレビ朝日）
  - 楽する!家事マジカル（フジテレビ）[1]
  - 川島人形 代わりにやってあげる（フジテレビ）[1]
  - 追悼特別番組 坂田利夫師匠へ感謝のメッセージ あ〜りが〜とさ〜ん!（BSよしもと）[4]
- 6日
  - 新春!世界で笑いと驚きが起きた瞬間200連発（日本テレビ）
  - 20秒後に買いたくなるアート（毎日放送）
  - 松嶋菜々子と行く最新パリ旅（フジテレビ）[1]
- 13日
  - もし突然、石原良純に巨大肉が届いたら?（テレビ岩手）
  - 超初心者たちの上達バトル 決戦は100日後（TBS）[注 3]
- 14日
  - 坂上くんvs偏愛さん（テレビ朝日）
  - JA全農Presents ありがとう石川佳純 未来への旅（テレビ東京）
  - 坂田利夫追悼特番 天国の坂田さんに あ〜りが〜とさ〜ん!（毎日放送）[5]
- 17日 - ワンコイン温泉はしご対決旅 バス乗り継ぎ!冬の名湯巡りin福島（テレビ東京）[注 4]
- 18日 - 今一番美味いラーメン決定戦!神の舌が選ぶ全国TOP30!最強ラーメン番付SHOW（TBS）[6]
- 20日 - 家呑み華大（BS朝日・BS朝日 4K）
- 21日
  - 世界￥コノ映像いくらデスカ?（日本テレビ）[注 5]
  - 世界の超メガトン級!働くクルマ大集合 神ワザ大爆発SP!（テレビ東京）[注 6]
  - ここまでやるか!?ニッポンわんにゃん社長（フジテレビ）
  - ひとり旅-芸人が書いた台本で旅に出てみた-（読売テレビ）
- 27日
  - 海外クルーを呼んでみた。（南海放送）
  - 助けて!ミライくん（CBCテレビ）[7]
  - 芸能界ウケたから残して映像GP（フジテレビ）[注 7]
- 28日
  - 一番知りたいコトに答えます!ニュースこれさえランキング（日本テレビ）[注 5]
  - 追悼特別番組 坂田利夫さん、たくさんの笑いをあ〜りが〜とさ〜ん!（関西テレビ）
  - 吉本新喜劇と西川貴教&オリックス・バファローズ（BSよしもと・BSJapanext・BS松竹東急）[8]
- 29日 - 栗山英樹WBCアナザーストーリー チェコで出会った「野球愛」（BS朝日・BS朝日 4K）

### 2月放送
- 3日
  - 300万円で始める島暮らし（長崎国際テレビ）
  - 究極の決断グルメショー!肉vs魚（TBS）[注 3]
- 4日
  - NHKでやらなさそうなアレ（3日深夜、NHK総合）
  - 100クエスチョン!（日本テレビ）
  - クイズ!先生芸能人No.1決定戦（毎日放送）
  - 知らないうちに激変!ニューヨークのクイズ!いつの間に!?（東海テレビ）
- 10日
  - 奥さまに花束を（フジテレビ）
  - 中間管理職芸人の旅in熱海（フジテレビ）[注 7][9]
  - コヤブのみやげ話〜街ブラのオチ先にしゃべらせてもらいます〜（テレビ大阪）[10]
- 11日
  - ヒロミ・カレンに挑戦状 新潟vs東京 目指せ!首都移転（日本テレビ）[注 8]
  - 必撮仕事人!緊迫カウントダウン（テレビ東京）[注 6]
- 12日
  - 中尊寺金色堂 デジタルで解き明かす900年の謎（NHK総合）
  - だから、私は平野レミ（NHK総合）[11]
  - おらが町のスターが推す!ふるさとグルメ☆（テレビ東京）
- 14日 - いとうあさこ山口キニナルゥ!〜あなたの街の逸品グルメ〜（山口朝日放送）
- 17日
  - ニッポンの歌ヂカラ〜歌い継がれるあのメロディー〜（テレビ東京）[12]
  - 目的地不明!?見取り図の長崎ミステリーツアー（長崎放送 / JNN九州・沖縄ブロック）
- 18日
  - ブラックボックス（日本テレビ）[注 5]
  - 藤子・F・不二雄生誕90周年特別番組 「好き」から生まれた藤子・F・不二雄の世界（テレビ朝日）[13]
- 19日（18日深夜） - プロレス中継70年史 THE日テレプロレス（日本テレビ）
- 22日
  - 行方不明の猫を探せ!〜ペット探偵の事件簿〜（BSテレ東・BSテレ東 4K）[注 9]
  - 港猫〜北海道の港で暮らすネコたち〜（BSテレ東・BSテレ東 4K）[注 9]
- 24日
  - 世界を変えた20人のアーティスト〜曲に秘められたメッセージ（日本テレビ）[14]
  - TOKYO★推し旅（ミヤギテレビ / NNS東北・信越ブロック）
- 25日
  - 発掘!ハチ公100年のヒストリー（NHK総合）
  - 買談バナシ〜なんで買ったか聞いてみた〜（日本テレビ）[注 5]
  - Colorful ライフラリー〜人生ってみんな違ってスバラシイ〜（日本テレビ）
  - わくわくツーリスト フレームで切りとる伊勢志摩（テレビ大阪）[15]
- 26日 - 小泉孝太郎・吉田鋼太郎 Wコータロー 東京の地下をゆく。（テレビ朝日）

### 3月放送
- 3日 - ひらめきスタジアム（日本テレビ）[注 5]
- 9日 - 熊本出身!コロッケの地元めぐり旅（テレビ熊本）
- 10日 - 解決食堂（日本テレビ）[注 5]
- 15日
  - 突撃!アニマルキャスター（テレビ朝日）
  - たねを育てよう委員会（西日本放送）
- 16日
  - あの日とつながる!バナナマ中継（NHK総合）
  - マシマシものまねGP（TBS）[注 3]
  - 伊沢vsインテリ芸能人が勉強してきました!（フジテレビ）
  - 生中継 きょう延伸 つながる!北陸新幹線（NHK金沢放送局・福井放送局 / NHK総合（中部地方））
  - かがやき その先へ 〜北陸新幹線 石川県内全線開業特番〜（テレビ金沢）
  - 北陸新幹線 石川県全線開業SP つながる未来へ（北陸朝日放送）
  - 北陸新幹線第2の開業 ここからつながる未来（石川テレビ）
  - 北陸新幹線 福井・敦賀開業記念特別番組みんなのかがやき（福井放送）
  - むすぶ未来へLIVE（福井テレビ）
  - 未来へのレール 〜敦賀開業!新幹線がつなぐ復興と発展〜（富山テレビ）
- 17日
  - 激突めしあがれ 〜自作ラーメンの極み〜（NHK総合）
  - 超いろとりどり!音楽ライブ〜エンタメでダイバーシティーを大発見!〜（NHK Eテレ）
  - 緊張と緩和（日本テレビ）[注 5][16]
  - 純烈の野球やろうぜっ!（テレビ東京）
  - ツッコミたくなる事件簿 浜田新聞社（読売テレビ）[17][注 10]
  - 西武ライオンズ LEGEND GAME 2024（BS朝日・BS朝日 4K）
- 18日 - 龍角散presents ニッポン縦断!健康列島（テレビ東京）
- 20日
  - クイズ!パックントラベル（テレビ東京）
  - 奈良に来たなら五・七・五（テレビ東京）
  - ナスDがUXをジャック!大冒険TVin佐渡（新潟テレビ21）
- 21日 - ブギウギ〜時を越える服部良一メロディー〜スペシャルコンサート（NHK総合）
- 23日
  - ヤーレンズの上京したけど戻れぬ故郷（22日深夜、朝日放送テレビ）[19]
  - イタリア 三都物語 〜ファッショナブルのルーツを探る〜（日本テレビ）
  - ピンチの神様（TBS）[注 3]
  - 松丸亮吾の福岡グルメ謎解きツアー（TVQ九州放送）
  - スタートアップが創る未来の世界〜UPDATE EARTHで見つけた200の種〜（フジテレビ）
  - すっきゃねん大阪ネタバトル2024（テレビ大阪）
  - 川島海荷&きつねとめぐる!エンジョイボールパーク!INベルーナドーム（BS朝日・BS朝日 4K）
- 24日
  - シンニッポンミステリー（日本テレビ）[注 5]
  - 全日本高校先生クイズ選手権2024（毎日放送）[20]
  - 発起人・東野幸治。黒田有のありがとう生前葬（読売テレビ）[21]
- 25日 - アニメが問う戦争と未来 〜ガンダムSEEDの20年〜（NHK総合）
- 26日 - 世界の春日プロジェクト（NHK総合）
- 27日 - くりぃむカズVS100人の天才（日本テレビ）[22]
- 28日 - 類と豊かな休日〜武豊と吉田類の高知を見て、飲んで楽しむ旅〜（BS朝日・BS朝日 4K）[23]
- 29日 - アンミカのナンイカ?（テレビ朝日）[24]
- 30日
  - スナックのママさん ものまねがウマい客 教えて!（29日深夜、テレビ東京）
  - 西川きよし芸能生活60年 スター爆笑大作戦!モーレツ!!パンチDE名人会（読売テレビ）
  - レベチな福岡人発掘タイムズ（福岡放送）
  - ピカッと輝く!熊本ディスカバリー!（熊本県民テレビ）
  - これが私のホームタウン（福島放送・山口朝日放送）
  - いきなり福島プラス1（福島テレビ）
- 31日
  - 知っている仕事の知らないパーティー（日本テレビ）[注 5]
  - オダイバ恐竜博覧会2024〜恐竜王国福井の魅力を届けちゃうぞSP〜（フジテレビ）
  - 西川きよし芸歴60周年記念 西川ファミリーの目玉がいっぱい“台湾縦断”家族旅行（朝日放送テレビ）

### 4月放送
- 6日 - 90秒で心に沁みる!説法GP（フジテレビ）
- 7日 - テレビ朝日開局65周年記念 奇跡の島国ニュージーランド縦断の大冒険!（テレビ朝日）
- 8日 - ココロのナカイ ドクターが作った心理テスト（関西テレビ）[25]
- 10日 - 日テレ系春の新番組が大集結!スター生チャレGP（日本テレビ）[26]
- 11日 - 開局60年記念生放送“テレ東60彩”【深夜0時】都内某所から緊急生中継（テレビ東京）[27]
- 12日 - はじめて東京物語（テレビ朝日）
- 13日 - 日本人と外国人で比べてみた!好きな麺チェーン店ランキング（テレビ朝日）
- 14日 - ニッポン地図でSHOW〜みんなの知らないスゴ!マップ〜（東海テレビ）
- 21日 - 愛の褒めごろし -私しか知らない棘あり処世術-（日本テレビ）[注 5]
- 27日
  - THE 番付ハンター（フジテレビ）
  - 上田晋也のいる族!いらない族!（フジテレビ）[28]
- 28日 - ティファニーブルーに魅せられて〜渡辺直美が巡るニューヨークの奇跡〜（日本テレビ）
- 29日 - おったまげワールド（フジテレビ）

### 5月放送
- 1日 - 最強LINEグループ旅（フジテレビ）
- 3日 - 有田哲平のベキメシ〜知るべき!行くべき!食べるべき!〜（BS朝日・BS朝日 4K）[29]
- 4日 - コレで御殿建てました（フジテレビ）
- 5日
  - デビュー戦TV（日本テレビ）[注 5]
  - 働く!バナナキッズ（テレビ東京）[30]
- 11日 - あなたは見抜けるか?女神の眼力!（TBS）[注 3]
- 12日
  - 有名人が惚れた爆笑ネタ ホレネタ（日本テレビ）[注 5]
  - 密着×モンスター井上尚弥 〜伝説の750日〜（テレビ朝日）
  - かまいたちとたくさんのお友達（毎日放送）
  - 岡山再開発バラエティ 1分間だけお時間ください!（岡山放送）
- 15日 - 鉄道ちょい旅バラエティー テッツGO!（NHK総合）
- 17日 - 賞金山分け!お膳立てTV あとは君が決めるだけ!（毎日放送・TBS）
- 18日
  - ギザ熱!大分じもエネ旅 〜食べて学んでおんせん県のエネルギー〜（大分朝日放送 / ANN九州ブロック）
  - 心はロンリー 気持ちは「・・・」裏側SP（BSフジ・BSフジ 4K）
- 19日
  - 命の番人!捜索救助スペシャリスト24時（テレビ東京）[注 6]
  - 麒麟川島&ミルクボーイの日本ダービーイチバン総選挙（関西テレビ）
- 25日
  - THEパーフェクト侍（フジテレビ）
  - 不屈のセッター・藤井直伸〜希望の星が遺したもの〜（仙台放送）
- 26日
  - 世界ワンルームガール（毎日放送）
  - カツオ漁師日本一決定戦2024（テレビ東京）[注 6]

### 6月放送
- 1日 - 仰天認定TEPPEN食堂〜さかな編〜（あいテレビ / JNN中四国ブロック）
- 2日 - 沸騰!地球アツベンチャー（中京テレビ）
- 6日 - 一茂・山里のダイエット島（フジテレビ）
- 9日
  - 見取り図のイケ麺ジャー 究極の一杯をつくりたいんじゃ〜（RSK山陽放送）[31]
  - ニッポン山岳仕事人（テレビ東京）[注 6]
  - 今くるよさんへ感謝のメッセージ「たくさんの“どやさ!”をありがとう」（BSよしもと）[32]
- 15日
  - 山下智久の超人限界（CBCテレビ）[33]
  - 俺たちの桜井良太〜レバンガ北海道 鉄人の軌跡〜（札幌テレビ）
  - THE OITA TIME,（大分放送 / JNN九州・沖縄ブロック）
- 17日
  - ニッポン初体県（TBS）
  - ペリー・キーのSHOGANAI（テレビ東京）
- 20日 - 10人の天才（読売テレビ）[注 2]
- 22日 - The Performance（テレビ朝日）
- 23日 - 桂ざこばさん追悼番組〜笑って、怒って、涙もろかった…ざこばさん、ありがとう!〜（毎日放送）[34]
- 24日
  - 鈴鹿央士meets遠藤航 リヴァプールに舵を切れ!（テレビ東京）
  - 夏の新ドラマ大集合 THE BET（フジテレビ）
- 27日 - 別に知らんでええねんけど…誰かに話したくなる11個のこと（読売テレビ）[注 2][35]
- 28日 - そのコントやってみます（テレビ朝日）
- 30日
  - 真実は一つじゃない〜噂の現場でモメないで〜（日本テレビ）[注 5]
  - 綾瀬はるかが目撃!ビリー・エリオット 情熱と挑戦の舞台（TBS）
  - バタバタ買い物バケーション（TBS）[36]
  - 秘境で働くぼっちさん（テレビ東京）[注 6]
  - 追悼特別番組 ありがとう! 桂ざこば師匠〜笑って怒って泣いて〜（関西テレビ）[37]
  - ニッポン・シャンソン〜越路吹雪・銀巴里…歌い継がれる愛の賛歌〜（BS朝日・BS朝日 4K）[38]

### 7月放送
- 3日 - 祝!甲子園100祭 みんなで選ぶ名場面100（NHK総合）
- 5日 - 二宮孝太郎（TBS）
- 6日 - 何で10円なんですか?-そこにはステキな愛情がありました-（東海テレビ）
- 7日 - アブノーベルSHOW〜 いつかあなたの役に立つ!?〜（RKB毎日放送）[39]
- 8日 - 大追跡グローバルヒストリー（NHK総合）
- 13日
  - 海外で髪を切るだけの番組（テレビ朝日）
  - TEAM NACS 戸次重幸の究極!まるごと北海道Pizza（テレビ北海道）
  - 国民的アニメの祭典!サザエ まる子 ワンピ 鬼滅 ちいかわ 55年分の名シーン4時間SP（フジテレビ）[40]
  - HKT48のハピ金〜いつも心にハッピーを〜（九州朝日放送）
  - 岡村隆史の東京○○ガチ体験（BS朝日・BS朝日 4K）[41]
  - 旅サラダプレミアム（BS朝日・BS朝日 4K）
- 14日
  - マネキンシティ（日本テレビ）[注 5]
  - お祭りニッポン!（テレビ東京）[注 6]
- 15日 - 錦鯉の素敵なセンパイこんにちは〜!〜人生はオムニバス〜（テレビ愛知）
- 21日
  - 変顔スパイ（日本テレビ）[注 5][42]
  - 圏外絶景〜北海道で極上のデトックス〜（札幌テレビ）
  - スマホがない時、どうしていたの?（北海道放送）[43]
- 22日 - ビストロボイス（NHK Eテレ）
- 23日
  - シゴトえらび（NHK Eテレ）
  - 3people 1minute（日本テレビ）
- 25日
  - マッシュアップ・ビジネス（NHK Eテレ）
  - 鶴瓶のええ歌やなぁ（BS11）[44]
- 27日
  - 川島、ココヲ特定セヨ（テレビ東京）
  - 情熱セール!純烈ドキドキ通販（フジテレビ）
  - 有吉弘行のものまねTHEワールド（フジテレビ）[注 7]
- 28日 - ホンダモビリティ中部presents中部10県!行かなきゃワカランQ（中京テレビ / NNS中部ブロック）[45]

### 8月放送
- 1日 - あの頃テレビは熱かった!堺正章の昭和スタア同窓会（BS日テレ・BS日テレ 4K）[46]
- 3日
  - 新ニッポン観光!ウハウハ新名所の仕掛け人（静岡第一テレビ）
  - 言われてみれば確かに!カズレーザーと6人の賢い日本人（TBS）[注 3]
- 4日 - ガンダム 45th Anniversary Party（テレビ東京）
- 7日
  - 松岡×オクラホマ 夏の利尻島3人旅（北海道テレビ）[47]
  - 爽涼の世界 東北ウォーターワールド 〜癒やしの避暑地へ〜（秋田朝日放送 / ANN東北ブロック）
- 10日 - 放送作家松田好花（テレビ東京）
- 11日
  - バクっと令和問題（テレビ朝日）[48]
  - ニッポンの空を守る仕事人（テレビ東京）[注 6]
- 13日 - 完全生中継!関門海峡花火大会2024（TVQ九州放送）[49]
- 15日 - 大相撲部屋対抗!大食い&歌うまバトル（フジテレビ）[50]
- 17日
  - 楽しい!美味しい!何か変?人が集まる無人駅（高知放送）[51]
  - みんなが知ってるアレが生まれた超発想（テレビ大阪）
- 18日
  - ぺこぱDが取材してきました。 ポケモンユナイト甲子園2024（日本テレビ）
  - 酒が抜けたあと（毎日放送）[52]
  - 下っ端春日（毎日放送）[53]
  - 混ぜるなキケン（毎日放送）
- 23日 - お国自慢バラエティー 被告人 名古屋（NHK名古屋放送局 / NHK総合（東海地方4県））[54]
- 25日 - 巨大なモノまるごと洗う!!（テレビ東京）[注 6]
- 28日 - DoYouKnow(ど～いうの)!?四国（あいテレビ）
- 29日 - さんまさん!ここで問題です〜回答者・明石家さんまVSクイズさん〜（テレビ東京）[55]
- 30日 - みやぎを駆けめぐれ! BIN!BIN!GO（ミヤギテレビ）[56]
- 31日
  - 激かわペット大集合!ワンニャンにのランド（テレビ東京）[57]
  - 正解は現地で（読売テレビ）[58]

### 9月放送
- 1日 - アナタは知らない…ギョーカイ知名度100%?さん（静岡放送）[59]
- 2日 - ウマの耳に実況（1日深夜、フジテレビ）
- 5日 - あにまるランキングダム 〜不思議&最強!スゴい動物大図鑑〜（フジテレビ）[60]
- 7日 - 時効の裏話を解禁!アブない同窓会（フジテレビ）[61]
- 8日
  - “美しき南極大陸”南極観測隊118日間に完全密着SP（テレビ東京）
  - バカリサーチ社（テレビ西日本）
- 9日 - コレ日本で売れるんじゃね!?世界の果てから即出品!THEワールド・バイヤー対決旅（テレビ東京）
- 13日
  - ダサいってTV（テレビ朝日）[62]
  - たびきのこ〜山口でステキな一面探しました〜（山口放送）
- 14日
  - 異なるジャンルのトップが対決!THE超人ダービー（TBS）[63]
  - プロ100人が感動した“花火ランキング”（テレビ東京）
  - 豆と奨の最高の休日 JO1ダフルツアー（テレビせとうち）
  - ロバート秋山の呑めなくたってイイじゃない（テレビ愛媛 / FNS中四国ブロック）
  - ぱーてぃーちゃんの大分なにかしら大使（テレビ大分 / FNS九州・沖縄ブロック）
- 15日
  - にっぽんPOV紀行（日本テレビ）[注 5]
  - SixTONESの今日からプロデューサーズ!（日本テレビ）
  - ニッポンの未来を占うNEWSショー（毎日放送）
  - 究極の2択SHOW ハイ&ロー（TBS）
- 16日
  - DASUNA パンツを出したら即アウト!（15日深夜、関西テレビ）[64]
  - チルシルジャーナル（NHK総合）
  - ミライごはん（テレビ東京）
- 21日
  - 世界の匠が“技術”で激突 決戦!タイガー&ドラゴン（TBS）
  - 行列グルメ食べまくり!1日1万食対決旅（テレビ東京）[注 11]
  - 決裁!こども社長（関西テレビ）
- 22日
  - 芸人〇〇1グランプリ（日本テレビ）[注 5][65]
  - Game of SixTONES（日本テレビ）
  - 緊急報告!再エネ革命 風車が導く奇跡の物語（テレビ朝日）
  - 海と大地を救う!ニッポンの挑戦者たち（テレビ東京）
  - 菊池風磨のスポーツキングダム（関西テレビ）[66]
  - 藤井フミヤ ファンと駆けた40年 with my FANS（BS-TBS・BS-TBS 4K）[67]
  - 時代を彩った名馬たち〜中央競馬70周年 その黄金の蹄跡（BSフジ・BSフジ 4K）[68]
- 28日
  - 瞬き厳禁!押したらどうなる?ボタンミッション（長崎国際テレビ）
  - TESAKI（テレビ東京）
  - クイズ!芸能界競馬王決定戦（テレビ東京）
- 29日
  - お笑いチェインギャング（28日深夜、東海テレビ）[69][70]
  - 1.5℃の約束 いますぐ動こう、気温上昇を止めるために（NHK総合）[71]
  - 芸能人が転生したら…〇〇だった件（日本テレビ）[注 5]
  - 超絶マンガ級ピーポー!リアル主人公に会いにいく（福岡放送）

### 10月放送
- 1日（9月30日深夜） - 夏の日!風薫る?ドライブトリップ!（日本テレビ）
- 2日
  - 新幹線タイムマシン（NHK総合）
  - 拝啓十五の君へ〜30歳になった私からのメッセージ〜（NHK総合）
  - 日テレ系クイズフェス2024秋 〜豪華芸能人が平成の名物クイズに挑戦SP〜（日本テレビ）[72]
  - まるごとハウスマッチ!（フジテレビ）[69][73]
- 3日 - 太一・イノッチ・ジュニアのいい歳こいて（TBS）[74]
- 5日
  - サンドウィッチマンと最高のシメ〜人生最後に何をする?〜（CBCテレビ）[75]
  - スゴ技!仕事人を発掘イツザイさん（フジテレビ）
  - 日本じゃ放送できません!? 世界ヒジョーシキTV（フジテレビ）[76]
- 6日 - スター発掘バラエティー あとは見つかるだけ（日本テレビ）[注 5][77]
- 7日
  - その道のプロが選ぶ本当のNo.1 プロフェッショナルランキング（TBS）
  - ヘタコイ（関西テレビ）[78]
  - ギークな女子会 茉優・みな実・カレンの部屋（フジテレビ）
- 8日（7日深夜） - ギブミーキャッチコピー（日本テレビ）[79]
- 11日 - 東野幸治の新・福島図鑑（福島中央テレビ）
- 12日
  - 人生劇場!運命の2択（テレビ朝日）[80]
  - クロミのヒロミ（フジテレビ）
- 13日
  - 人生で1番長かった日（日本テレビ）[注 5]
  - リンタツpresents 緑の楽園 〜森を育むちいさな命〜（東海テレビ）
- 16日 - クラウドナイン5周年特別番組「雨音」（フジテレビ）
- 19日
  - 答えは街の中（テレビ朝日）[81]
  - 20ティーチャー（TBS）[注 3]
  - とんねるずの2億4千万の大陸スペシャル（フジテレビ）[注 7][82][83][84]
  - コスパ最強!山陰おさかなツアー（山陰放送 / JNN中四国ブロック）
- 20日 - 華丸丼と大吉麺（朝日放送テレビ）[85][86]
- 23日
  - 海の向こうでひとり暮らし 世界ワンルームガール カツカツだけどハッピーです。（毎日放送）[87]
  - 〜北信越のラーメン大検索〜 なんて麺だ!!（新潟テレビ21・長野朝日放送・北陸朝日放送）[88]
- 26日
  - Z世代の知らない! 昭和レジェンド図鑑（テレビ朝日）[89]
  - 出川・バカリ・ひとりの芸人アンケート（フジテレビ）[90]
- 27日 - 人生を変えた!天才番付SHOW（TBS）
- 28日 - にじうた（NHK Eテレ）[91]
- 30日 - こころ忍術 ポポまるっ!（NHK Eテレ）[92]

### 11月放送
- 3日
  - 明治安田presents キングカズと限界を超えよう。〜挑戦者たちのキセキ〜（テレビ朝日）
  - 一茂・カズレーザーの巨大なモノどうやって壊す?神ワザ解体職人（テレビ東京）[注 6]
  - 前略 今田さん、移住するってよ（福岡放送 / NNS九州ブロック）
  - THE ALFEE Memories〜50周年とその先へ〜（BS-TBS・BS-TBS 4K）[93]
- 4日 - 青春サラブレッド〜北海道浦河町 27人の若者たちの夢〜（テレビ北海道）
- 10日
  - 母を訪ねて in the World（日本テレビ）[注 5]
  - とことこコトーゲ〜日曜夜の路地裏めぐり〜（福井放送）[94]
  - 匠の技でバカ売れ!商品開発㊙物語（日本テレビ）
  - 大谷翔平をHEROに変えた7つの日（テレビ東京）
  - 富士山物語2024 天空で出会った富士を愛する人たち（テレビ東京）[注 6]
  - つたえたい〜僕たちは感染症時代を生きている〜（フジテレビ）
- 16日
  - 世界が認めたジャパンカップ 〜No.1への道〜（テレビ東京）
  - 拝啓!ザ・タイマーズ〜あれから35年〜（フジテレビNEXT ライブ・プレミアム）[95]
- 17日
  - ANTS〜ぜんぶ運べば一獲千金〜（日本テレビ）[注 5]
  - 行くぜ地球の特等席!ロマンチック少年ボーイ（TBS）
- 19日 - 徹子&純次&良純の世界衝撃映像の会（テレビ朝日）[96]
- 20日 - せいやのたびカラ 湘南・茅ヶ崎（NHK総合）[97]
- 21日 - 珍ゴシップ・ザ・ワールド（フジテレビ）[98]
- 23日
  - 1万人に聞いたらピンチ解決しちゃいました（テレビ東京）[99]
  - KEEPOUT!立ち入り禁止エリア撮影してきました（TVQ九州放送）[100]
  - カンテレ祭り!人気番組大集合!8ちゃめちゃ生テレビ（関西テレビ）[101]
- 24日
  - ダンス最強チームバトル ダンバト（日本テレビ）[注 5]
  - 世界中から厳選!奇跡の瞬間アワード 第66回朝日新聞社杯競輪祭GI（テレビ東京）
  - セノビタビ（フジテレビ）[102]
- 25日〜29日 - Fighter'S Code〜朝倉海 究極の挑戦へ〜（テレビ埼玉）[103]
- 27日
  - ニノなのに（TBS）[104]
  - 淳・ジュニア・有吉 40歳・50歳〜10年観察〜（TBS）[105]
- 30日
  - 違って驚き!ニッポン異常識GP（TBS）[注 3]
  - 深掘りモグライダー 湯こうぜ!霧島発見旅（南日本放送 / JNN九州・沖縄ブロック7局・RSK山陽放送・中国放送・テレビ山口）[106]

### 12月放送
- 1日
  - おとぎダマし（日本テレビ）[注 5]
  - アスリートの魔曲 あの勝利にはあの音楽があった（東海テレビ）[107]
- 2日
  - 激論!日本サッカー SAMURAIたちを越えてゆけ-夢想から無双へ-（1日深夜、テレビ静岡）[108]
  - ミステリープラネット（TBS）[109]
- 7日 - 高圧洗浄ヤベンジャーズ 〜村を丸ごと洗います〜（テレビ東京）[110]
- 8日
  - すぎるヤツ〜Too much na People〜（日本テレビ）[注 5][111]
  - きっと明日はイイ感じ!（朝日放送テレビ）[112][113]
  - 独占取材!ピラミッドの常識を覆す3つのカギ（RKB毎日放送）[114]
  - クイズ!ガチ社員VS鬼マニア（関西テレビ）[115]
- 11日 - はじたびっ!〜本州のはじっこ 山口と盛岡をふかわが行く〜（岩手朝日テレビ・山口朝日放送）[116]
- 14日
  - ウルトラ里帰り（TBS）[117]
  - 小倉智昭さん追悼特別番組（フジテレビ）[118]
- 15日
  - 早口言葉日本一決定戦（日本テレビ）[注 5]
  - 麒麟川島のイチバングランプリ 〜俺たちに有馬記念をしゃべらせろ!〜（関西テレビ）[119]
  - 中部10県 伝説パイセンアワード2024（中京テレビ / NNS中部ブロック）[120]
  - BS朝日開局25周年記念 ウェルビーイングスペシャル 上野樹里 クジラの生きる星-ニュージーランドそして南の海へ-（BS朝日・BS朝日 4K）[121][122]
- 17日（16日深夜）〜21日（20日深夜） - さんまウマ〜好きな馬の話 5日間連続でしゃべらせて!〜（フジテレビ）[123]
- 17日 - 本日の司会は オードリー若林!（NHK総合）[124]
- 18日 - 凄かわペット!ワンにゃフルSTORY（テレビ東京）
- 21日
  - 漫才PARTY7（日本テレビ）[125]
  - 移住スローライフ みやざきの"ココ"ええや～ん!!（宮崎放送 / JNN九州・沖縄ブロック）[126]
- 22日 - 放課後スクール HeRO〜超超超巨大画面でゲームしよう!〜（テレビ東京）[127]
- 23日
  - 庄司&ミキティの覗き見バラエティ 今でも好きですか?（テレビ朝日）
  - ウチのお父さんは、何点お父3?（テレビ東京）
- 25日 - 粗品と本田翼と信者たち（テレビ朝日）[128]
- 26日
  - TBSベストシーン映像祭（TBS）[129][130]
  - 昭和99年国民的ブームの祭典 国民が熱狂した瞬間 伝説ドラマCM映像170連発（フジテレビ）[131][132]
  - オードリーの弾込めてきました（フジテレビ）[131][133]
- 27日
  - 日経スペシャル 見直そうニッポン（テレビ大阪）[134]
  - FOOT HOPEs〜女子サッカーが拓く未来〜（テレビ愛知）[135]
  - テレ東の人気企画を世界のテレビ局がやってみた!テレ東スマッシュヒッツ（テレビ東京）
  - ザ!昭和の99大ニュース 池上×加藤の決定的映像連発SP（フジテレビ）[131]
- 28日（IBC・tbc・TUF）・30日（HBC・ATV・TUY） - 東北&北海道から世界へ!アメイジングご当地映像GP（北海道放送・青森テレビ・IBC岩手放送・東北放送・テレビユー山形・テレビユー福島）[136]
- 28日
  - アイタイシソンヌ〜シソンヌと相対する女優〜（27日深夜、日本テレビ）[137]
  - 令和ロマンの失礼かもしれませんが、どういうつもり?（27日深夜、フジテレビ）[138]
  - ほったらかし警察24時!（TBS）
  - ジュニア・秋山・せいやの旅喜利（テレビ東京）[139]
  - 芸能界親友ドキュメント 自慢の友達を自慢の故郷に連れて帰りました!（フジテレビ）[131]
- 29日
  - 界隈×界隈 そっちナニ流行ってる?（28日深夜、フジテレビ）[131][140]
  - 女史たちとニュース（フジテレビ）[131]
  - 見取り図&ミルクボーイpresents 笑渦WARAUZU2024（関西テレビ）[141]
- 30日
  - もう一度見たい大賞2024（TBS）
  - 秋山アーカイブセンター（テレビ東京）[142]
  - ペリー・キーの外国人トータル相談所（テレビ東京）[142]
  - 小泉孝太郎&佐藤栞里の偏愛人と旅したらスゴかった!（フジテレビ）[131]
  - 発掘!まちの金メダリスト〜中部スゴ技グランプリ〜（北陸朝日放送 / ANN中部ブロック）[143]
  - オワライメイ 〜名古屋が笑いの関所 東西若手バトル〜（テレビ愛知）[144]
  - パンコレ〜北海道のまちパン総選挙〜（北海道文化放送）[145]
  - 八代亜紀さん一周忌 あなたが選ぶ名曲集!（BS11）[146]
- 31日
  - もうすぐ放送100年!大みそかスペシャル（NHK総合）[147]
  - 人!人!ヒートマップ（テレビ朝日）
  - かまいたち&ニューヨークVS未知なる新人類「ニューかまー」（TBS）[148]
  - アンハッピーアワード2024（TBS）[148]
  - 10万人に聞いたら地元のスゴいもん見つけちゃいました!!（CBCテレビ）[149]
  - 大晦日オールスター体育祭（TBS）[150]
  - おまかせキング（フジテレビ）[131]
  - 上沼恵美子のみてるだけ～ 簡単には手に入らない!うらやまシン世界（フジテレビ）[131]
  - これ流行るって言ったのワタシですからね!（フジテレビ）
  - 大晦日だよ!関西お天気LIVE2024（毎日放送）[151]

## 2回以上放送のシリーズ番組

### 1月放送
- 1日 - 3日 - 新春ドラゴンズ訪問2024（CBCテレビ）
- 1日
  - 日本で一番早いお笑いバトル! フットンダ王決定戦2024（2023年12月31日深夜、中京テレビ）※第13弾[152]
  - 新春!幻の優勝ネタ祭り（2023年12月31日深夜、テレビ東京）
  - 久保みねヒャダ明けましてこじらせナイト寿SP（2023年12月31日深夜、フジテレビ）[1]
  - 2024年新春!ニッポン“ふるさと”リレー（NHK総合）
  - おしょうバズTV（テレビ朝日・朝日放送テレビ）※第4弾[153]
  - 開運!絶景!初日の出SP（TBS）
  - 新春!爆笑ヒットパレード2024（フジテレビ）[1]
  - さんタク（フジテレビ）[1][注 12]
  - 藤井聡太 21才（東海テレビ）
  - 新春!よしもと大爆笑2024（サンテレビ）
  - 木梨目線! 憲sunのHAWAII16（BSフジ・BSフジ 4K）
- 2日
  - 待ってました!歌舞伎生中継（NHK Eテレ）
  - 新春!オールよしもと初笑いスペシャル（朝日放送テレビ）
  - 家族愛が爆発だ!（毎日放送）※第3弾
  - 新春!お笑い名人寄席（テレビ東京）
  - ラーメン超食べまくりバトル（テレビ東京）
  - 無料夜行バス、乗ってみませんか?（テレビ東京）
  - 伊勢神宮舞楽（東海テレビ）[1]
  - お笑いオムニバスGP（フジテレビ）[1]
  - 第6回鹿児島ラーメン王決定戦〜リベンジマッチ（鹿児島テレビ）
  - 中森明菜 女神の熱唱〜新たな歌声&独占メッセージ〜（BS-TBS・BS-TBS 4K）※第3弾[154]
  - カンニングのDAI安☆吉日!2024 センパイたちに学ぶ、大人になってもやりたいこと（BSフジ・BSフジ 4K）
- 3日
  - 下戸酒場（2日深夜、テレビ東京）
  - 新春生放送!東西笑いの殿堂2024（NHK総合）
  - 第66回NHKニューイヤーオペラコンサート（NHK Eテレ）
  - 成田屋にござりまする（日本テレビ）
  - よそはよそうちはうちタマげた実家グランプリ（中京テレビ）※第2弾
  - 内村&さまぁ〜ずの初出しトークバラエティ 笑いダネ（日本テレビ）
  - 芸人シンパイニュース（テレビ朝日）
  - さんま・玉緒のお年玉!あんたの夢をかなえたろかSP2024（TBS）[155]
  - 発表!ウチの県の大事ケン（TBS）
  - 新春 芸能人対抗駅伝（テレビ東京）
  - 決定!第32回FNSドキュメンタリー大賞（フジテレビ）[156]
  - お笑い成人式2024（BSフジ・BSフジ 4K）
- 4日
  - さらばニューヨークのエチュードドッキリ“アヤツリ・スクワッド”（3日深夜、テレビ東京）
  - THE 的中王 2024（3日深夜、中京テレビ）
  - とみおたち（テレビ朝日）
  - お笑いエスポワール号（TBS）
  - LIAR VOICE 〜ホンモノを見極めろ〜（東海テレビ）
  - 万博まるごと大解説!財界フォーラム2024（朝日放送テレビ）
  - 春一番!笑売繁盛（毎日放送）[157]
  - 第65回中部財界人新春サロン（CBCテレビ）
- 6日
  - タモリと鶴瓶のテレビDEお正月2024（NHK総合）[注 13][158][159]
  - ウィーン・フィル ニューイヤーコンサート2024（NHK Eテレ）[注 13]
  - ファッションモンスター（テレビ朝日）
- 7日
  - もうひとつの箱根駅伝（日本テレビ）
  - 超プロ野球 ULTRA（読売テレビ）
  - 高橋純次とややこしい女たち（テレビ朝日）
  - 8年ぶり333（トリオさん）復活SP（テレビ朝日）
  - TBS系人気番組対抗!オールスタードッキリ祭（TBS）
  - 第32回埼玉政財界人チャリティ歌謡祭（テレビ埼玉）[注 14][160][161]
- 8日
  - 列島縦断 宝メシグランプリ2024（NHK総合）
  - ワールドモメゴトリポート（日本テレビ）
  - 笑いの王者が大集結!ドリーム東西ネタ合戦2024（TBS）[注 13]
  - あらびき団2024新春（TBS）[162]
- 9日（8日深夜） - あたらしいテレビ2024（NHK総合）[注 13]
- 13日 - 100歳に聞く!（テレビ朝日）
- 14日 - 中村勘九郎 中村七之助 中村鶴松 華の新春KABUKI2024（BSフジ・BSフジ 4K）[注 13]
- 16日 - 世界感情バクハツ映像祭（TBS）

- 20日
  - 第33回JNN企画大賞 共同売店のうた（琉球放送 / JNN28局）[163]
  - 長野クンさかなクン港はしご旅（テレビ東京）※第7弾[注 11]
  - IDEXグループpresents 第2回九州女子プロゴルフダブルスNo.1決定戦（テレビ西日本 / FNS系列九州・沖縄ブロック）[注 15][164]
- 21日
  - ASKA SPECIAL 運命の時空間〜デイヴィッド・フォスター共演〜（テレビ東京）
  - 4年ぶり!ハワイに集結 日本プロ野球名球会（BS日テレ・BS日テレ 4K）
- 27日 - ヒロミの八王子会スペシャル!（BS日テレ・BS日テレ 4K）
- 28日 - サンドのこれが東北魂だ ちっちゃな半島のおっきな幸せin宮城・唐桑（東北放送）[165]
- 29日（28日深夜） - 芸能人ハローワーク ウチの後輩、大丈夫ですか?（テレビ朝日）

### 2月放送
- 3日
  - ゴルフの祭典!!おぎやはぎの「ナイスショットです。」（日本テレビ）※第3弾
  - THE鬼タイジ 節分決戦in福島ハワイアンズ（TBS）※第11弾
- 4日
  - 阿佐ヶ谷姉妹&カズレーザーのそれなら安心だわ（テレビ朝日）
  - 機動戦士ガンダム45周年特番〜受け継がれる宇宙（そら）〜（テレビ東京）
- 5日 - 暗闇チャレンジ ミッション・イン・ザ・ダーク（TBS）
- 10日(EX、RNB、MBC)、11日(ABC、RKB他)、12日(NBN、HBC、IBC、KNB、KRY、RNC) - 第38回民教協スペシャル 君たちと見たもの 〜全盲先生･･･魂の記録〜（テレビ朝日 / 民教協加盟33局）[166]
- 10日
  - 有吉弘行の故郷に帰らせていただきます。〜地元でもっと驚いちゃったよ〜（中国放送）※第3弾[167]
  - ぼくらの青春軽音楽部3rd（テレビ大阪）
- 11日 - 池上彰が追跡取材!どうなる!?リニア新幹線（静岡朝日テレビ）
- 12日 - 欽ちゃん&香取慎吾の第99回全日本仮装大賞（日本テレビ）[168]
- 13日 - あのとき告っていればどうなった!?〜今夜、芸能人たちがド緊張の生告白SP〜（日本テレビ）[169]
- 14日 - ハイウェイSA&PAルーレット対決旅（テレビ東京）[注 4]
- 17日
  - 野口聡一・劇団ひとりの 2030月面テレビ（NHK総合）
  - テレビ朝日開局65周年記念 MC芸人・奇跡の一夜 よくぞ集まったSP!!（テレビ朝日）[170][171][172]
- 18日
  - スターの地元を笑いで深掘り!ふるさと漫才2024（名古屋テレビ（メ〜テレ））[173]
  - 全国ボロいい宿〜なぜ人気?バナナマンが大調査〜（北海道放送）※第5弾[174][175]
- 21日
  - マイクロコントラボ（20日深夜、フジテレビ）※第3弾[176]
  - ゼニガメ（毎日放送）※第5弾[177]
- 22日
  - 中村憲剛のJリーグ盛り上げ隊2024（21日深夜、フジテレビ）
  - 社会実験バラエティー マル日後にわかるホント!（日本テレビ）[178]
  - ネコにゃん!かわいい子猫大集合（BSテレ東・BSテレ東 4K）[注 9]
  - CIAOちゅ〜る presents オールねこ感謝祭!ニャンにゃんオフ会2024（BSテレ東・BSテレ東 4K）[注 9]
  - 猫の幸せ 私の幸せ 猫のこと、ちゃんと考える（BSテレ東・BSテレ東 4K）[注 9]
- 23日
  - アトツギさん!〜次世代社長の大提言〜（テレビ東京）
  - 京都マラソン2024 みんなが主役“縁の下のチカラめし”（毎日放送）
- 24日
  - 東急不動産ホールディングス ブレイキンワールドマッチ2024（RKB毎日放送）
  - 皇室スペシャル2024（フジテレビ）

- 25日
  - 第56回NHK福祉大相撲（NHK総合）
  - 移住密着バラエティ ロンブー淳のド田舎ドハマりライフ（信越放送）

### 3月放送
- 1日 - ヤブツル〜鶴瓶・小籔の大阪夜話〜#9（NHK大阪放送局 / NHK総合（関西広域圏ローカル））[179]
- 2日
  - 家族になろうよ 犬と猫と私たちの未来（NHK総合）
  - じわじわくる映像アワード（日本テレビ）
  - 全国ハモネプ大リーグ（フジテレビ）[注 7][180]
  - タイガースここだけのホンネ話〜連覇へ向けて突っ走れ!〜（テレビ大阪）
- 3日
  - 東京マラソン2024〜ともに、走る。〜（日本テレビ）
  - 羽鳥×指原 ご当地!推しメシツアー それ東京でも食べられますけど!（九州朝日放送）
  - 動物さまの言うとおり 研究者がザワついた!アニマル新事実SP（テレビ静岡）
  - マウスコンピューター presents 第13回ytv漫才新人賞決定戦（読売テレビ）[181]
- 7日
  - 第43回読売犬山ハーフマラソン（6日深夜、中京テレビ）
  - テレビ東京開局60周年特別企画 トラック乗り継ぎ旅ザ・ワールド〜爆走!!アメリカ横断3500km!ルート66を辿る〜（テレビ東京）[182]
- 8日
  - 第47回日本アカデミー賞授賞式（日本テレビ）
  - 坂上&サンドの東北行きあたりばっ旅〜地元の実力見させてもらっちゃいますSP〜（フジテレビ）
- 9日 - ホノルルマラソン2023（TBS）
- 10日
  - 大改造!!劇的ビフォーアフター 2時間SP（朝日放送テレビ）
  - 名古屋ウィメンズマラソン2024〜笑顔の花咲く42.195km〜（東海テレビ）
- 16日
  - 炎の体育会TV（TBS）
  - ガチャピン・ムックのこれからもずっとともだちSP（フジテレビ）
  - かまいたちのミライサロン（関西テレビ）※第2弾[183]
  - KAB駅前フェスタスペシャル2024（熊本朝日放送）
- 17日 - 名鉄グループスペシャル 令和ふるさと紀行（東海テレビ）※第2弾

- 20日 - 今夜NO.1が決定!福島県民ラーメン総選挙2024（福島放送）
- 22日 - 秋山歌謡祭2024（名古屋テレビ（メ〜テレ））※第2弾[184]
- 23日・24日 - 中テレ祭り2024（福島中央テレビ）
- 24日
  - 農業っておもしろいっ!! 第53回日本農業賞（NHK Eテレ）
  - 卒業RECORD #ソツレコ（毎日放送）
  - 今田美桜 Fのミライ2024（九州朝日放送）[185]
- 25日 - 四大化計画 〜世界は3つで語れない〜（NHK総合）[186]
- 26日
  - 芸人打ち上げ酒（25日深夜、北海道文化放送）※第2弾[187]
  - THEワールドワイドショー 世界の毒女SP（関西テレビ）※第2弾[注 16][188][189]
- 27日（26日深夜） -  #ミレニアガール（フジテレビ）
- 30日
  - まつりの響き 第24回地域伝統芸能まつり（NHK Eテレ）
  - マツコ会議 令和の高校生763人大調査SP（日本テレビ）[190]
  - バッカーさんのお墨付き（フジテレビ）
- 31日
  - 漫才マン2024（関西テレビ）
  - 梅沢ツアーズ 静岡SP（静岡第一テレビ）

### 4月放送
- 2日 - 金のツカミ（日本テレビ）※第3弾[191][192]
- 4日 - 嘘。即興イカサマゲーム（読売テレビ）[注 2]
- 6日 - スターズHOW TO（フジテレビ）
- 8日 - 熱唱!ミリオンシンガー（日本テレビ）※第9弾
- 13日
  - はらぺこぱ ローカルグルメはしご旅（テレビ東京）[注 11]
  - 第59回上方漫才大賞（関西テレビ）[193][194]
- 14日 - メルクリウスの扉（テレビ東京）※第22弾[195]
- 17日 - 三代目JSBのご主人何代目?老舗名店探し対決旅（テレビ東京）※第2弾[注 4]
- 20日
  - 未来スクリプト 世界を変える「物語」のチカラ（テレビ東京）※第3弾
  - FNS明石家さんまの推しアナGP（フジテレビ）[注 7][196]
- 21日 - マイナビキャリア甲子園（テレビ東京）
- 24日 - 日本イチバン旅（TBS）
- 28日 - キャラ渋滞系旅バラエティー 渋滞で行こう!（日本テレビ）[注 5]
- 29日 - 最強大食い王決定戦2024（テレビ東京）[197]

### 5月放送
- 2日 - ともだちの日（フジテレビ）
- 3日
  - 憲法記念日特集（NHK総合）
  - ひろしまフラワーフェスティバル花の総合パレード（中国放送）
  - 横浜開港記念みなと祭 国際仮装行列 第72回ザ よこはまパレード（テレビ神奈川）
- 4日
  - ライブ・エール2024（NHK総合）
  - 第53回 広告大賞（フジテレビ）
- 5日 - 密着!救命救急24時（テレビ東京）[注 6]
- 9日 - 〜この後どうする?密着TV〜終わりが始まり（読売テレビ・中京テレビ）※第2弾[198]
- 11日
  - ヒロミのおせっ買い!（日本テレビ）
  - 中居正広の芸能人!お友達呼んで来ましたグランプリ（フジテレビ）※第2弾[注 7][199]
- 12日 - 栄光へ駆ける 日本ダービー&オークス2024（テレビ東京）
- 15日 - 天才たちのドッキリ 叡智のムダ使い（TBS）
- 18日 - THE SECOND 〜漫才トーナメント〜 グランプリファイナル（フジテレビ）※第2回[200][201]
- 24日 - 第54回NHK上方漫才コンテスト（NHK大阪放送局 / NHK総合（近畿2府4県））
- 25日 - 林修×スポーツ×SDGs（テレビ愛知）
- 26日 - クイズ!ドコノゴハン（関西テレビ）
- 27日 - THE DANCE DAY2024（日本テレビ）

### 6月放送
- 1日
  - 今夜解禁!禁断の一騎打ち サンドのこんな勝負させて大丈夫!?GP（フジテレビ）[注 7]
  - GPSつけてみた（東海テレビ）
- 2日
  - 第74回全国植樹祭 岡山2024（NHK岡山放送局 / NHK総合）
  - 歩いて稼ごう!1歩1円（北海道放送）
- 3日 - 一攫千金!宝の山（日本テレビ）[202]
- 5日
  - ニッポン超緊急事態シミュレーション（TBS）
  - かまいたちの名所名物先取り旅（テレビ東京）※第7弾[注 4]
- 7日
  - 有吉弘行の脱法TV（6日深夜、フジテレビ）※第2弾[203]
  - テレビ朝日開局65周年記念 夜の巷を徘徊するスペシャル（テレビ朝日）※3年ぶりに復活[204]
- 9日 - 独占生放送!YOSAKOIソーラン2024 ファイナル（テレビ北海道）
- 12日 - 上には上がいる!（TBS）
- 16日 - 第53回NHK講談大会（NHK Eテレ）
- 21日 - 田舎くれんぼ（テレビ東京）
- 22日
  - 見取り図のニッポン!えぐイイ!チェーン店（TVQ九州放送）
  - 地球環境大賞2024（フジテレビ）
- 23日
  - 令和6年沖縄全戦没者追悼式（NHK沖縄放送局 / NHK総合）[注 17]
  - あの頃からわたしたちは（日本テレビ）
  - 運搬千鳥 それ、どうやって運ぶんじゃ?（東海テレビ）※第5弾
- 25日 - 不思議体験ファイル 信じてください!!（関西テレビ）
- 26日 - テレ東ミュージックフェス 2024 夏（テレビ東京）[205]
- 27日 - アリガトJAPAN!〜助けてくれた日本人を捜しています〜（フジテレビ）※第2弾[206]
- 29日
  - ローザンヌ国際バレエコンクール 2024 若きバレエダンサーたちの熱き決選（NHK Eテレ）
  - 山の上の大家族!本多さんチ 3男4女の「泣き笑い」14年（日本テレビ）
  - ツギクル芸人グランプリ2024（フジテレビ）※第5回[207][208]
  - 久原本家presents 福岡音楽祭 音恵〜ONKEI〜2024（RKB毎日放送）
  - 内緒にしておけない!?隠れ名物（福島放送・新潟テレビ21）

### 7月放送
- 1日 - ウチのガヤがすみません!（日本テレビ）[注 2][211]
- 2日・3日・4日 - 人のスマホをのぞきたい（日本テレビ（2日）・中京テレビ（3日）・読売テレビ（4日））[注 2]
- 3日 - 真夏の絶恐映像 日本で一番コワい夜（テレビ東京）[注 4]
- 6日
  - 決定!こども将棋名人 第49回小学生将棋名人戦（NHK Eテレ）
  - THE MUSIC DAY 2024（日本テレビ）[212]
  - 藝大よ、地球を救え。（フジテレビ）
- 7日
  - 坂上忍の勝たせてあげたいTV〜人生変えた再出発 自転車大注目SP（日本テレビ）
  - 爆笑問題の深海WANTED10（テレビ静岡）[213]
  - ABCお笑いグランプリ2024・決勝（朝日放送テレビ）[214]
- 10日 - 総合診療医ドクターG NEXT（NHK総合）
- 11日 - 集まれ!内村と○○の会（TBS）
- 13日 - 音楽の日2024（TBS）[215]
- 15日 - ヤギと大悟（テレビ東京）※レギュラー終了後[216]
- 17日（前祭）・24日（後祭） - 生中継 祇園祭山鉾巡行 2024（KBS京都・BS11）
- 20日・21日 - FNS27時間テレビ 日本一たのしい学園祭!（FNS27局[注 20]）[217][218][219]
- 20日
  - 奥様のお悩み 通販で解決!バカ売れ商品と悩める○○妻（日本テレビ）
  - テレ朝夏祭り!開幕SP（テレビ朝日）
  - お台場冒険王2024 開幕特番（フジテレビ）
- 21日
  - 日本⇔南極35000km!南極観測船“しらせ”に乗せてもらいました!（テレビ東京）
  - アンガールズの絶景アイランド（中国放送 / JNN中四国ブロック）
- 25日 - 天神祭生中継2024（テレビ大阪）[220]
- 26日 - 日本一の海中空大花火!ぎおん柏崎まつり海の大花火大会2024生中継（BSフジ・BSフジ 4K）
- 27日
  - ジュニア&くっきー!の絶品食材発見ドライブ 信州 松本城→白馬（テレビ信州）
  - アサヒ スマドリスペシャル 独占生中継 隅田川花火大会2024（テレビ東京）[221]
  - 千原キャスティング株式会社（関西テレビ）※第9弾[222]
- 29日 - 口を揃えた怖い話（TBS）

### 8月放送
- 2日 - 長岡まつり大花火大会生中継（NHK BS）
- 3日
  - なにわ淀川花火大会生中継2024（テレビ大阪）[223]
  - 岡崎城大花火 生中継2024（テレビ愛知）
- 4日 - 第63回1000万人ラジオ体操・みんなの体操祭（NHK総合）

- 6日 - 生中継!青森ねぶた祭2024（NHK青森放送局 / NHK総合・Eテレ（青森県））
- 8日 - 生中継2024びわ湖大花火大会〜いにしへより変はらぬ近江の四季〜（びわ湖放送・KBS京都）

- 10日 - 生中継 ぎふ長良川花火大会 2024（テレビ愛知・岐阜放送）
- 11日 - つなぐ、つながるSP 科学が変えた戦争 1945→2024（TBS）
- 12日 - 今夜決定!本当に似てる昭和平成令和の“歌まねランキング”（テレビ東京）
- 15日
  - 令和6年全国戦没者追悼式（NHK総合）
  - 4K生中継!第76回諏訪湖祭湖上花火大会（BS-TBS・BS-TBS 4K）
- 16日 - 生中継!京都五山送り火2024（KBS京都）
- 17日 - 東北の夜空に咲き誇る!4K生中継!第31回赤川花火大会2024（BS朝日・BS朝日 4K）
- 18日
  - 鶴瓶サンドの夏旅〜思い出めぐりin仙台〜（関西テレビ）※第6弾[224]
  - やすとも×中川家の旅はノープラン2024 〜自然と美食あふれる夏の宮崎に行ってきました〜（読売テレビ）※第11弾[225]
  - うらじゃ2024 〜大いなる伝承〜（岡山放送）
- 19日 - 音が出たら負け（日本テレビ）[226]
- 22日 - NHK MUSIC EXPO 2024（NHK総合）[227]
- 24日・25日 - JIG-SAW THE 8 MEN 'S +PLUS チャリティチームマッチ IN 川奈（BSフジ・BSフジ 4K）[228]
- 24日
  - 第36回全日本高校・大学ダンスフェスティバル（NHK Eテレ）
  - さんまの東大方程式（フジテレビ）※第11弾[注 7][229]
- 25日
  - やすしきよしの夏休み2024（関西テレビ）[230]
  - もんくもん 〜気付けば11年目、50回SP〜（読売テレビ）
  - どまつれ!!SP生放送〜にっぽんど真ん中祭り〜（テレビ愛知）
- 26日（25日深夜） - 朝日奈央★アオハルダンス〜中学校ダンス部の夏〜（毎日放送）
- 28日 - おもしろ薩長事始〜千里の道も一歩から〜（テレビ山口・南日本放送）
- 31日 - #8月31日の夜に。（NHK Eテレ）

### 9月放送
- 1日 - DCC 第12回 全国高等学校ダンス部選手権〜2分30秒にかけた夏〜（朝日放送テレビ）
- 4日 - Iwataniスペシャル 鳥人間コンテスト2024（読売テレビ）[231]
- 7日
  - 福岡上陸!ノブコブ吉村のぱくTube 〜有吉弘行再上陸篇〜（RKB毎日放送）[232]
  - 有吉の夏休み2024 密着77時間 in ハワイ（フジテレビ）[注 7][233]
- 10日
  - 高校生クイズ2024 第44回全国高等学校クイズ選手権（日本テレビ）[234]
  - “ベストな答え”が見つかるプレゼンSHOW 決断ひとり（関西テレビ）[注 21][235]
- 11日 - 山形・福島・新潟 ウドちゃんが行く 驚き!発見!ラーメン探訪9（テレビユー福島・テレビユー山形・新潟放送）
- 14日
  - 青春弁当いただきます!〜中学生の甲子園ジャイアンツカップ2024〜（日本テレビ）
  - 密着!15人大家族 うるしやま家（フジテレビ）
- 16日
  - へんてこ生物アカデミー（NHK総合）[注 22]
  - 今夜復活!8時だョ!全員集合 不適切だけど笑っちゃう!ドリフ伝説コントBEST20（TBS）[236][237]
  - 佐渡裕とスーパーキッズ・オーケストラ〜2024年、夏〜（毎日放送）
- 19日 - あいつ今何してる?（テレビ朝日）
- 21日
  - きよしが丸かじり 関西ベストヒットグル目ぇ（朝日放送テレビ）
  - 第28回水と緑の物語（九州朝日放送）
- 26日 - インテリ芸能人とロケしたら想像以上にウザかった（関西テレビ）[69][238]
- 27日 - 世界法廷ミステリー（フジテレビ）※第20弾[69]
- 28日
  - 青春舞台2024（NHK Eテレ）
  - テレビ朝日開局65周年記念 祝!内村光良還暦祭り 内村プロデュース復活SP!!（テレビ朝日）※16年ぶりに一夜限りで復活[239][240]
  - 世界!旅々さまぁ〜ず in韓国・釜山&大邱（テレビ愛知）
  - ダンススタジアム2024夏（フジテレビ）
  - 林修&伊沢拓司の今日から大人。（朝日放送テレビ）
  - ACNプレゼンツ 繋げ!躍動の瞬間 岸和田だんじり祭2024（テレビ大阪）
  - あすとつながるテレビ〜宮城がもっと好きになる記念日〜（東日本放送）
- 29日 - ほとばしる 17音を ぶつけあう〜俳句甲子園2024〜（NHK Eテレ）
- 30日 - エンタの神様 人気芸人の神ネタを大連発スペシャル!（日本テレビ）[注 23][241]

### 10月放送
- 4日 - タビフクヤマ（フジテレビ）[69]
- 5日 - 密着27年目の夫婦の危機 大家族石田さんチ 両親へ…感謝の沖縄旅行3時間SP（日本テレビ）[242]
- 6日 - 決定!こども囲碁名人 第45回少年少女囲碁大会（NHK Eテレ）

- 11日 - こどもみらいテレビ キミの夢をかなエール（ミヤギテレビ）
- 12日・17日 - 世界爽快映像GP（フジテレビ）
- 12日
  - お笑いの日2024（TBS）[243]
  - カーネクスト presents キングオブコント2024（TBS）[244][245]
- 13日 - みちのくYOSAKOIまつり2024（仙台放送）
- 19日
  - 爆チュー問題25チュー年 おめでとう&ありがとうスペシャル（フジテレビ）[注 24][246]
  - 世界最大級の四尺玉花火が舞う片貝まつり奉納花火2024（BSフジ・BSフジ 4K）
- 20日
  - 「襷に夢を込めて」全日本大学女子駅伝直前SP（日本テレビ）
  - 村と春日 秋の弥彦自転車ふれあい旅 第33回寬仁親王牌・世界選手権記念トーナメント（テレビ東京）
- 22日 - はじめまして!一番遠い親戚さん（日本テレビ）※第8弾[247]
- 23日 - 熱中時間のあとしまつ（NHK総合）

- 30日 - 秋の富士山!ぐるり一周対決旅（テレビ東京）[注 4]

### 11月放送
- 2日・3日・4日 - ブラタモリ 東海道“五十七次”の旅（NHK総合）※レギュラー終了後[250]
- 2日 - 長谷工グループスポーツスペシャル あす号砲!全日本大学駅伝（BS朝日・BS朝日 4K）
- 3日 - 強くなりたい女王たち 〜名城大学 駅伝8連覇への挑戦〜（中京テレビ）
- 4日
  - 第39回国民文化祭 第24回全国障害者芸術・文化祭 開会式（NHK岐阜放送局 / NHK総合）
  - スゴEフェス2024（NHK Eテレ）
  - 日テレスポーツ中継71年 国民が震えた瞬間TOP100（日本テレビ）[251]
  - 日本作曲家協会歌謡祭・2024（BSテレ東・BSテレ東 4K）[252][253]
- 5日 - 第24回わが心の大阪メロディー（NHK大阪放送局 / NHK総合）[254]
- 6日 - 佐藤健&千鳥ノブよ!この謎を解いてみろ!（TBS）※第6弾[255]
- 9日
  - 世界・ふしぎ発見! 伝説のミステリーに新事実が!!世紀の発見へ!大発掘3時間SP（TBS）※レギュラー終了後[256]
  - アート音痴で悪いか?!2（フジテレビ）
- 11日（10日深夜） - 法隆寺音舞台（毎日放送）[257]
- 14日 - ベストヒット歌謡祭2024（読売テレビ）[258]
- 16日 - 地元応援バラエティ!のびしろTV2（テレビ西日本 / FNS九州・沖縄ブロック）
- 17日 - 第43回全国豊かな海づくり大会〜おんせん県おおいた大会〜（NHK大分放送局 / NHK総合）
- 20日 - テレ東音楽祭スペシャル1964→2024 〜60年分の名曲!実は“歌の衝撃映像”ベスト100〜（テレビ東京）[259][260]
- 23日 - 小倉ベース（フジテレビ）
- 24日 - 2024NHK杯フィギュア 総集編（NHK総合）
- 29日 - なにわからAぇ!風吹かせます!（関西テレビ）※3年8か月ぶりに一夜限りで復活[261]
- 30日
  - 日テレ系音楽の祭典ベストアーティスト2024（日本テレビ）[262]
  - 武豊の“ウマ旅”〜中京競馬場〜（テレビ東京）
  - 石ちゃんのビーフ天国（北海道放送）※第5弾[263]

### 12月放送
- 1日
  - 誰も知らない明石家さんま（日本テレビ）※第10弾[264]
  - Joshin Presents 虎バンSP 阪神タイガースファン感謝デー2024（朝日放送テレビ）[265]
- 3日・4日・5日 - 日本歌手協会・歌謡祭（BSテレ東・BSテレ東 4K）
- 4日
  - 加藤浩次&中居正広の歴代日本代表286人が選ぶ この日本代表がスゴい!ベスト20（日本テレビ）※第2弾[266]
  - 警察魂2024（日本テレビ）
- 7日
  - 純烈が行く!佐賀のよかとこふれあい旅2024（サガテレビ / FNS九州・沖縄ブロック）[267]
  - 第57回日本作詩大賞（BSテレ東・BSテレ東 4K）[268]
- 11日（ど定番編）・18日（わざわざ編） - 局対抗!九州沖縄食べにいき大賞（JNN九州・沖縄ブロック7社・BS-TBS）[269]
- 11日 - 羽鳥×宮本 福岡好いとぉリターンズ!（九州朝日放送）
- 14日
  - 第35回 高松宮殿下記念世界文化賞（13日深夜、フジテレビ）
  - 第93回日本音楽コンクール〜届け!わたしの音楽〜（NHK Eテレ）
  - サントリー1万人の第九〜今伝えたい BIG LOVE〜（毎日放送）[270]
  - 必見!ヒット商品研究所（テレビせとうち）
  - どっちのふるさと?（フジテレビ）[271]
- 17日 - 星になったスターたち（フジテレビ）[272]
- 19日 - 歌唱王〜全日本歌唱力選手権〜（日本テレビ）[273]
- 20日 - 勘三郎十三回忌特別企画 中村屋ファミリー 父が遺した約束…硫黄島の奇跡（フジテレビ）[274]
- 21日
  - 箱根駅伝 絆の物語（日本テレビ）
  - 全力!九州推し2024（福岡放送 / NNN九州ブロック）[275]
  - FNN九州・沖縄 報道スペシャル2024（テレビ西日本 / FNN九州・沖縄ブロック）[276]
  - KUMONファミリースペシャル 寬仁親王牌第39回童謡こどもの歌コンクール グランプリ大会（BS朝日・BS朝日 4K）
- 22日 - TOYO TIRES FBS女子プロチャレンジゴルフ（福岡放送）[277]
- 23日
  - HAPPYクリスマスおもちゃ屋MISIA（日本テレビ）[注 2][278][279]
  - 天海祐希・石田ゆり子のスナックあけぼの橋（フジテレビ）※5年ぶりに復活[131][280]
- 24日
  - 子犬が家にやってきた!（NHK総合）[281]
  - クリスマスの約束2024（TBS）※第20弾、最終回[282][283][284]
- 25日
  - 明石家サンタの史上最大のクリスマスプレゼントショー2024（24日深夜、フジテレビ）[131][285]
  - Mrs. GREEN APPLE18祭（NHK総合）
  - プロ野球戦力外通告（TBS）[286][287]
  - フジ芸人ロックフェスティバル2024（フジテレビ）[131][288]
- 26日 - フェイク・バスターズ 2024（NHK総合）
- 27日
  - 超レア映像遺産ショー（日本テレビ）[289]
  - ナカイの窓 復活SP（日本テレビ）※約6年ぶりに復活[290]
  - 爆笑問題の検索ちゃん 芸人ちゃんネタ祭りスペシャル 2024（テレビ朝日）[289][291]
  - 爆笑!明石家さんまのご長寿グランプリ2024（TBS）[292]
  - 八方・今田のよしもと楽屋ニュース2024〜こっちは21回目!お前らが楽屋で1番おもしろいSP〜（朝日放送テレビ）[293][294]
- 28日
  - 2024人に聞いた グッときた!スポーツ名場面TOP50（NHK総合）[295]
  - 発表!今年イチバン聴いた歌〜年間ミュージックアワード2024〜（日本テレビ）※第3弾[296]
  - サンド石井のニッポン!愚痴り話（フジテレビ）※サンド石井シリーズ第5弾[131][297]
  - ようこそ運ダーランド2024～今年イチの強運は誰だ?～（東海テレビ）[131]
- 29日
  - 芸人報道1時間SP（28日深夜、日本テレビ）[295]
  - 大相撲この一年〜受け継がれるもの〜（NHK総合）
  - 笑わない数学スペシャル 微分・積分（NHK総合）[298]
  - 報道の日2024 TBSテレビ報道70年〜8つの禁断ニュース（TBS）[299]
  - オールザッツ漫才2024（毎日放送）[300]
  - クイズ!よしもとキングダム2024（関西テレビ）[301]
- 30日
  - 第66回 輝く!日本レコード大賞（TBS）
  - クイズ☆正解は一年後（TBS）[292]
  - 芸能界オールスター草野球（テレビ東京）[302]
  - ニッポンの技で世界を修理 世界!職人ワゴン（テレビ東京）
  - たけしの新・世界七不思議大百科第12巻（テレビ東京）[303]
  - 宮根誠司の日本もうけ話2024（フジテレビ）[131]
  - 堂本兄弟2024（フジテレビ）[131][304]
  - 陣内智則のニッポンの酒（福島放送、新潟テレビ21、長野朝日放送、北陸朝日放送、大分朝日放送、熊本朝日放送、琉球朝日放送）※第7弾[305]
- 31日
  - 夢の続き2024〜駆け抜けた伝説〜（30日深夜、フジテレビ）
  - 第57回年忘れにっぽんの歌（テレビ東京）[306]
  - アースウォーカー14（フジテレビ）[131]
  - 大みそか列島縦断LIVE 景気満開テレビ2024（フジテレビ）[131]
  - 上方漫才トラディショナル2024（毎日放送）[307]
  - 博多華丸・大吉の九州アスリートーク2024（テレビ西日本）
- 31日 - 2025年1月1日未明
  - ゆく年くる年（NHK総合）
  - 東急ジルベスターコンサート2024-2025（テレビ東京・BSテレ東・BSテレ東 4K）[308]

### 1年間で複数回放送された、もしくは放送予定の特番
- 1月1日[405]、3月10日[406]、8月25日[407] - 笑神様は突然に…（日本テレビ）
- 1月1日、4月6日、10月23日[408] - せっかち勉強〜知らないとヤバい事〜（日本テレビ）
- 1月1日、5月19日、8月11日 - オードリー若林 経済始めました!（テレビ東京）
- 1月2日、9月2日[注 2] - 世界を笑わせろ!グローバル・コメディアン（日本テレビ）
- 1月2日、4月12日[409] - 出張!サンド屋台（TBS）
- 1月2日、4月1日、12月30日[410] - 川島明の辞書で呑む（テレビ東京）
- 1月3日、3月15日、4月29日 - 日本最強の城スペシャル（NHK総合）
- 1月3日、4月12日、7月28日、11月17日 - 最強衝撃映像（テレビ東京）
- 1月3日[1]、6月27日 - 二宮ん家（フジテレビ）
- 1月4日（3日深夜）、8月12日[411]、12月29日[131] - 世界で一番怖い答え（フジテレビ）
- 1月4日、3月16日、4月7日、29日、7月13日、8月17日、11月9日、12月14日 - 通販をスクープしてみた!!（テレビ朝日）
- 1月4日、4月7日[412]、9月14日[413] - 太田光のテレビの向こうで（BSフジ・BSフジ 4K）
- 1月5日、3月26日、5月16日[414]、9月20日[415] - アーティスト別モノマネ頂上決戦 俺にアイツを歌わせたら右に出るものはいない（TBS）
- 1月5日、3月22日[416]、10月20日[417] - ウソかホントかわからない やりすぎ都市伝説（テレビ東京）
- 1月6日[注 29][418]、8月23日 - 阿佐ヶ谷アパートメントSP（NHK総合）
- 1月7日、6月14日 - アンタに100万円（テレビ朝日）
- 1月7日、9月1日 - 洋上の激闘!巨大マグロ戦争2024（テレビ東京）[注 6]
- 1月8日、7月15日 - 3秒聴けば誰でもわかる名曲ベスト100（テレビ東京）
- 1月8日、7月1日、9月23日 - グータンヌーボ2スペシャル（関西テレビ）※レギュラー（関西ローカル）終了後、全国ネット
- 1月9日、7月2日 - 世界ストリートフードジャーナル（TBS）
- 1月10日(4)[419]、7月9日(5) - クイズ!国民一斉調査（日本テレビ）
- 1月11日、3月6日（最終回）[420] - 激録・警察密着24時!!（テレビ東京）
- 1月13日、8月10日[421] - 芸能界特技王決定戦 TEPPEN2024（フジテレビ）[注 7]
- 1月13日、3月9日、5月11日、7月13日、9月7日、11月9日 - 大相撲どすこい研（NHK BS）
- 1月13日、3月9日、5月11日、7月13日、9月7日、11月9日 - 感動!大相撲がっぷり総見〜○○場所を百倍楽しく見る極意〜（BSフジ・BSフジ 4K）[422]
- 1月14日、6月22日 - 怖いけどタメになる話（テレビ朝日）
- 1月16日、5月8日、12月4日 - 世界!オモシロ学者のスゴ動画祭（NHK総合）
- 1月17日、4月17日、5月22日、11月21日、12月11日 - コンテナ全部開けちゃいました!（NHK総合）
- 1月20日、2月10日、5月18日、6月15日、9月21日、10月19日 - 今田耕司の買うならイマダ「おかんと通販してみた!」（テレビ朝日）
- 1月20日[注 3]、8月31日、9月6日[423] - ガラッとチェンジマン（TBS）
- 1月20日[424]、9月21日 - ひろゆきがヒット商品を論破!?〜それってアナタの感想ですよね〜（フジテレビ）
- 1月20日(4)[425]、11月2日(5)[426] - THE CONTE（フジテレビ）[注 7]
- 1月21日、6月9日、9月1日 - 注文の多い初キャンプ（テレビ朝日）
- 1月28日[427]、6月9日、12月15日[428] - スポーツ!ダサかわいい映像グランプリ（日本テレビ）
- 1月28日(12)、3月31日(13) - パンサー尾形の竹馬散歩（TOKYO MX1）
- 1月30日(11)、7月25日(12) - あなたはこの衝撃に耐えられる?ワールドドキドキビデオ（日本テレビ）
- 1月31日(4)、8月28日(5) - 1歩1円!ウォー金グ対決旅（テレビ東京）[注 4]
- 2月4日[注 5]、6月30日[429] - 数えちゃイケない!?天使の数字 悪魔の数字（日本テレビ）
- 2月4日(6)、6月2日(7)、9月1日(8)、12月1日(9) - THE 事業承継 その灯を消すな!（テレビ東京）
- 2月4日、7月7日 - 一茂&成田の本当に行ってよかった!ランキングBEST100（テレビ東京）[注 6]
- 2月4日[430]、9月8日[431]、11月3日[432] - 漫才Lovers（読売テレビ）
- 2月11日、8月31日、10月20日[433] - 春日ロケーション〜春日プロデューサーの旅番組〜（日本テレビ）
- 2月12日、7月15日[434]、10月14日[435] - 平野レミの早わざレシピ! 2024（NHK総合）
- 2月12日、9月16日 - 昭和vs令和!世代を超えて愛される最強ヒット曲（テレビ東京）
- 2月16日[436]、6月10日 - どうなるでSHOW（TBS）
- 2月17日、11月2日 - TOKYO STARTUP DEGAWA 2024（テレビ東京）
- 2月17日、11月19日[437] - 神アドバイザー付き婚活バラエティ セ婚ド!（フジテレビ）
- 2月18日、3月31日 - 緊急車両24時（テレビ東京）[注 6]
- 2月18日[438]、9月24日[69][439] - 陣内・バカリの最強ピンネタSP（関西テレビ）
- 2月19日[440]、4月15日[441] - 中居大悟に言いたい人々（TBS）
- 2月19日、26日 - これやっちゃってない? 他人事じゃないハナシ（TBS）[注 30][442]
- 2月20日(6)、7月27日(7)、12月12日(8)[330] - 謎解き!伝説のミステリー（テレビ朝日）
- 2月20日、10月15日 - 逮捕の瞬間!警察24時（フジテレビ）
- 2月23日、4月29日、9月16日、11月4日 - 病院ラジオ（NHK総合）
- 2月23日(9)[443]、5月5日(10)、6月16日(11)、7月21日(12)、9月29日(13)、10月31日(14)[444]、11月24日(15)[445]、12月26日(16) - ひむバス!（NHK総合）
- 2月26日、6月24日 - 人生が変わる1分間の深イイ話（日本テレビ）
- 2月28日、3月22日、7月1日、8月2日[446]、9月5日、10月1日 - 神映像グランプリ（TBS）
- 2月29日[447][448]、3月21日[449]、6月20日、7月10日 - 笑える!泣ける!動物スクープ100連発（TBS）
- 2月29日(4)[450]、10月24日(5)[451] - 見取り図の間取り図ミステリー（読売テレビ）
- 3月2日、9月7日 - 村長さんに聞いてみた!ウチの村は日本一（テレビ大阪）
- 3月2日[452]、9月14日[453] - 安村やす子の安心できない!?ヒッチはい〜ク旅（テレビ東京）[注 11]
- 3月3日、9月22日、12月28日 - ニュースなるほどゼミ（NHK総合）
- 3月4日・11日[注 30][454]、6月29日[注 3][455] - 今月あと1万円しかない!これがボクらの生きる道（TBS）
- 3月9日、6月1日 - ヒロミの集結!スゴ腕カリスマバイヤーズ（フジテレビ）
- 3月9日[390]、9月21日[456] - ENGEIグランドスラム（フジテレビ）[注 7]
- 3月9日、7月13日、10月5日 - この歴史、おいくら?（BSフジ・BSフジ 4K）
- 3月10日、6月15日 - 買いトク探偵団（日本テレビ）
- 3月10日（冬）、6月30日（春）、9月22日（夏）、12月22日（秋） - 巨大魚・○の陣 2024（BSフジ・BSフジ 4K）
- 3月12日（11日深夜、5）[457]、12月21日（20日深夜、6）[458] - 笑い飯 presents ひとりで60分（読売テレビ）
- 3月12日[459]、11月5日[460] - 北海道ゴハット（北海道文化放送）
- 3月16日、9月21日 - こんナンSDGsどうですか?（テレビ東京）
- 3月17日、9月21日 - お助け料理人〜“もったいない”から新名物!!〜（テレビ東京）
- 3月17日、5月17日、12月13日[461] - 世界シン定番メシ〜これ100%日本人が好きなヤツ〜（フジテレビ）
- 3月20日、6月12日、8月6日 - 世界アニマル&キッズ動画スペシャル（テレビ朝日）
- 3月20日、10月27日 - GO!スプラッシュ（TBS）
- 3月20日、12月28日・29日[462][463] - テレ東系 旅の日（テレビ東京）
- 3月20日、12月29日[464][465] - 出川哲朗のプロ野球順位予想2024（テレビ東京）
- 3月21日・28日、6月27日、9月26日 - 大切なことはすべてアニメが教えてくれた（TBS）
- 3月21日、4月4日[188]、6月25日、9月1日、12月30日[131] - 超ド級!世界のありえない映像（フジテレビ）
- 3月23日[466]、8月12日 - 編成王川島（NHK総合）
- 3月23日[467]、10月5日[69][468] - くらべるネタSHOW バカリズムのキリクチ（東海テレビ）
- 3月23日（3）[469]、9月28日（4）[470] - おしゃべり小料理ゆみこ（毎日放送）
- 3月24日、9月7日 - 我が社にタレント監督がやって来た（TBS）
- 3月24日(6)、6月2日（特別編）、23日(7)、10月27日(8)、12月8日(9) - 迷惑生物から住民を守れ!凄腕!危険生物バスターズ（テレビ東京）[注 6]
- 3月24日、7月14日、9月22日 - 皇室の窓スペシャル（BSテレ東・BSテレ東 4K）
- 3月25日[188]、10月3日[69][471] - FNSドラマ対抗 お宝映像アワード2024（フジテレビ）
- 3月26日、5月28日、9月10日、12月17日 - 激撮!福岡密着24時（テレビ西日本）[472]
- 3月27日、7月10日、10月2日 - やすとものNEWSここ3か月（毎日放送）
- 3月29日[473]、9月13日[474] - 有田哲平の休日はラーメン連食（BSフジ・BSフジ 4K）
- 3月31日、9月8日 - ドローンで見にいく謎の島（朝日放送テレビ）
- 4月1日（3月31日深夜）、7月1日（6月30日深夜）、12月23日（22日深夜） - ゲームズ・ボンド（テレビ朝日）
- 4月3日(48)[475]、7月3日(49)、12月4日(50)[476]、26日(51) - 世界衝撃映像100連発（TBS）
- 4月5日、9月14日 - さよなら大好きな場所（テレビ朝日）
- 4月7日、10月13日 - お直しJAPAN（テレビ東京）[注 6]
- 4月13日(11)、5月13日(12)、10月13日(13)、12月22日(14) - この歌詞が刺さった!グッとフレーズ（TBS）[477]
- 4月14日[注 5][478]、9月29日[479]  - リベジョ〜憎きヤバ男にテンチューくだす!〜（日本テレビ）
- 4月14日、9月22日 - 緊急SOS!池の水ぜんぶ抜く大作戦（テレビ東京）[注 6]
- 4月17日、7月24日、11月27日 - 出川サンド伊達のすばらしきバカ舌貴族の晩餐会（テレビ東京）
- 4月20日、8月18日[注 5]、12月28日 - ニッポンこれさえランキング（日本テレビ）
- 4月20日、11月17日 - 今日もどこかで誰かが戦っている!（テレビ東京）
- 4月20日、5月18日、11月23日、30日 - グルメ先取り対決旅（テレビ東京）[注 11]
- 4月20日、10月21日[480] - ディープ・ファミリー（フジテレビ）
- 4月22日・29日[注 30]、6月1日、7月27日[注 3]、10月10日、17日 - ギャル曽根ファミリーのまんぷく家族旅（TBS）
- 4月27日、6月5日 - 小泉孝太郎ゼニナール!!（テレビ朝日）
- 4月29日、12月24日[281] - 世界はほしいモノにあふれてる（NHK総合）
- 5月1日(2)[481]、8月14日(3) - ダイアンの奇跡の安い店 沿線グルメ対決旅!（テレビ東京）[注 4]
- 5月3日[482]、10月14日[483] - 最強スポーツ男子頂上決戦2024（TBS）
- 5月4日(2)[注 7][484]、11月8日(3)[485] - 日本全国!愛すべき逆お国自慢GP（フジテレビ）
- 5月4日[486][487]、11月9日 - 超こどもの日（TBS）
- 5月5日、9月16日、11月4日 - みんな集まれ!こどもうたまつり（NHK Eテレ）
- 5月12日、9月29日 - 超スゴ!自衛隊の裏側ぜ〜んぶ見せちゃいます!（テレビ東京）[注 6]
- 5月12日[488]、11月5日[489] - ジツハなジツワ 〜#今夜の好奇心〜（フジテレビ）
- 5月14日[490]、12月2日[491] - モノマネMONSTER（日本テレビ）
- 5月18日、7月14日、10月13日 - ニッポンカレンダー その特別な1日を祝う人が日本のどこかにいる（テレビ東京）
- 5月20日、9月21日[492] - 〜手書きMAPで街探検〜地図にナイナイTOWN（テレビ朝日）
- 5月25日（24日深夜）、10月3日[69][493] - デガシラのなんとかするぜ!（フジテレビ）
- 5月25日[注 31]、11月9日[注 7][494] - 川島二宮のタミゴエ（フジテレビ）
- 5月25日、12月21日 - 上田晋也のトーク検定（フジテレビ）[注 7]
- 5月25日(春)、11月2日(秋) - 皇室のこころ〜2024〜（BSフジ・BSフジ 4K）
- 5月26日・6月2日[注 5]、12月22日 - 続々〜ゾクゾク〜（日本テレビ）
- 5月26日、12月8日 - バクタン 時を戻そう!あのヒット商品が生まれるまで（テレビ東京）
- 6月3日・10日[注 30]、9月21日[注 3] - 超ホームメイド家族（TBS）
- 6月12日、12月18日 - あの日 偶然そこにいて（NHK総合）
- 6月21日[495]、11月24日（23日深夜）、12月1日（11月30日深夜）・8日（7日深夜）・15日（14日深夜）・22日（21日深夜）・29日（28日深夜）[496] - みんなテレビ（テレビ朝日）
- 6月22日[497]、12月7日[498] - ザ・細かすぎて伝わらないモノマネ（フジテレビ）[注 7]
- 6月23日[注 5]、12月30日 - ドラマチック密着バラエティ密着3（日本テレビ）
- 6月28日、10月30日 - 相葉ヒロミのお困りですカー?（テレビ朝日）
- 6月29日、8月17日 - 今夜予定どうですか?（TBS）
- 6月29日（夏）[499]、10月5日（秋） - フジテレビドラマライブ2024（フジテレビ）
- 7月5日(20)、10月4日(21) - 所でナンじゃこりゃ!?（テレビ東京）
- 7月6日(6)、11月16日(7)[500] - ロンブー淳と言いたい女〜私たち納得するまで買いません〜（TBS）
- 7月7日[501]、12月8日[502] - うわっ!ダマされた大賞 2024（日本テレビ）
- 7月10日、12月17日[330] - THE超常現象2024（テレビ朝日）
- 7月14日、12月29日[131][503] - オールスター合唱バトル（フジテレビ）
- 7月16日（15日深夜）・23日（22日深夜）[504]、10月19日（18日深夜）・26日（25日深夜）[505]、12月17日（16日深夜）・24日（23日深夜） - ヨソの番組乗っかりクイズ 寄生番組パラサイト（テレビ東京）
- 7月23日、12月24日[131] - 世界!爽快!映像GP（フジテレビ）
- 7月24日(4)[506]、12月30日（5）[302][507] - まさかの一丁目一番地（TBS）
- 7月28日、8月4日 - 犬とラーメンと赤ちゃん!（日本テレビ）[注 5][508]
- 7月28日、12月28日 - ちょっとバカりハカってみた!（テレビ東京）
- 8月10日、9月23日 - サンドウィッチマンの禁断ランキング（テレビ朝日）
- 8月11日[注 5][509]、12月29日[510] -  クイズ タイムリープ（日本テレビ）
- 8月12日（第15回）[511]、12月23日（第16回）[512] - 明石家紅白!（NHK総合）
- 8月17日[注 3]、10月18日 - 知識の扉よ開け!ドア×ドア クエスト（TBS）
- 8月17日、11月14日[513] - 令和県民教育大学〜そうだったのか!学べる県民学〜（フジテレビ）
- 8月18日、11月24日 - チャリ飯旅（テレビ東京）
- 8月24日、12月30日[131] - 街頭でクイズください!…そんな問題を出すあなた何者?（フジテレビ）
- 8月26日、12月23日[278] - 最前線!密着警察24時（TBS）
- 9月10日、11月26日、12月10日[330][514] - プラチナファミリー（テレビ朝日）
- 9月16日、11月4日 - 世界遺産のオモテウラ（テレビ大阪）
- 9月16日、12月22日 - 何ひとつ無駄にしないプロジェクト〜テレ東、農家はじめました（テレビ東京）
- 9月19日・26日 - ゴールデンタッグ（読売テレビ）[注 2][515]
- 9月25日（3H）、10月2日（2H） - 小泉孝太郎&ムロツヨシ 自由気ままに2人旅（フジテレビ）[69][516]
- 11月16日[517]、12月29日[131] - 長嶋一茂の人生のカウントダウン（フジテレビ）
- 11月19日（18日深夜）・26日（25日深夜） - #タグづけ（テレビ東京）[518]
- 11月23日・30日 - 充電20%旅 〜ギリギリスマホジャーニー〜（中京テレビ）[519]
- 12月5日（4日深夜）・12日（11日深夜） - オードリー春日の知らない街で自腹せんべろ（BSテレ東・BSテレ東 4K）[520]

## レギュラー番組のスペシャル版

### NHK総合・NHK Eテレ
（【凡例】総合：G、Eテレ：E、BS：BS、BSプレミアム4K：BSP4K）

#### NHK総合のみで放送
（※無印は東京（AK）制作）
- 1月1日、8月21日 - 探検ファクトリーSP（大阪放送局）
- 1月2日 - 歴史探偵 光る君へコラボスペシャル
- 1月4日、2月12日、3月29日 - 解体キングダムSP
- 1月5日、5月3日、8月30日、12月27日[289] - チコちゃんに叱られる! 拡大版SP
- 1月8日 - さわやか自然百景 新春特集 人と自然がつながりあう大地
- 2月24日 - NHKのど自慢 チャンピオン大会2024[522]
- 3月5日、7月23日 - うたコン 拡大SP
- 3月26日[523]、8月22日 - あさイチ★ゴールデン
- 4月6日 - 新プロジェクトX〜挑戦者たち〜 初回拡大SP
- 4月30日、7月22日、8月19日、9月12日、10月14日、11月4日、12月23日[524] - 100カメSP
- 7月19日 - コネクト スペシャル「いのちのうたフェス2024」（広島放送局 / 中国5県）
- 12月25日 - クローズアップ現代 拡大スペシャル〜激動の2024年を振り返る〜

#### NHK Eテレのみで放送
- 1月1日 - 日曜美術館SP ハッピーニューアーツ!
- 1月2日 - 芸能きわみ堂 新春・昇り龍!挑戦スペシャル
- 1月14日 - おむすびニッポン お正月SP!〜飯尾&王林むすび旅〜
- 3月17日 - にほんごであそぼコンサート in 茅ヶ崎
- 3月29日 - みいつけた! みんなのスイちゃんリクエストスペシャル
- 11月2日 - 沼にハマってきいてみた アニソンダンスバトルSP
- 11月4日 - 天才てれびくん 1時間SP
- 11月9日 - ストレッチマン30周年 スゴい▲（トンガリ）スペシャル

### 日本テレビ・NNN・NNS系列
- 1月4日、2月8日、3月28日[538]、4月18日、5月23日、6月13日、7月11日、8月8日、9月5日、10月3日、12月5日 - THE突破ファイル 2時間SP（日本テレビ）
- 1月4日 - ダウンタウンDXDX 2024最強運勢ランキング!星座×血液型1〜48位（読売テレビ）
- 1月6日、2月3日(2H) / 3月23日(3H、最終回) - 世界一受けたい授業SP（日本テレビ）
- 1月9日(4H) / 2月20日[567]、3月26日[568]、5月21日、6月25日、8月13日、9月17日、10月1日、11月26日、12月3日(2H) / 4月16日、11月12日[569] (3H) - ザ!世界仰天ニュースSP（日本テレビ）
- 1月20日 - ズムサタ特別版 日テレ系全国ご当地おとりよせNo.1決定戦O-1グルメ大賞2024（日本テレビ）
- 1月20日、2月17日、3月16日、4月6日、5月4日、6月8日、7月13日、8月24日、9月21日、11月23日[570]、12月14日[571] - 嗚呼!!みんなの動物園 2時間SP（日本テレビ）
- 1月23日、6月4日、11月5日[572] - カズレーザーと学ぶ。 2時間SP（日本テレビ）
- 1月27日[573]、2月17日、4月27日 - あさパラS 2時間スペシャル（読売テレビ）
- 2月23日 - めんたいワイド初ゴールデン突入! ラッキーワゴン10周年SP（福岡放送）[574]
- 2月25日、10月6日[575]、11月15日、12月20日[576] - ニノさん 2時間SP（日本テレビ）
- 3月9日 - ニッポン人の頭の中 2時間SP（日本テレビ）
- 3月16日 - アナザースカイ 1時間SP（日本テレビ）
- 3月17日 - ウミコイ -今 海に出来ること- 2024春SP（日本テレビ）
- 3月26日[568]、6月25日、10月1日 / 12月17日[577](3H) - ヒューマングルメンタリー オモウマい店SP（中京テレビ）
- 3月30日 - 名探偵コナン 1時間スペシャル「キッドVS高明 狙われた唇」（読売テレビ）
- 4月10日 - キントレ 春のイメチェンSP（日本テレビ）
- 4月13日 - メシドラSP（日本テレビ）
- 4月17日（初回）、5月29日、7月10日、9月11日、10月16日、11月27日[578] - 世界頂グルメ 2時間SP（日本テレビ）
- 6月8日 - どさんこWEEKENDお祭りスペシャル 徹底満喫!YOSAKOIソーラン祭り（札幌テレビ）
- 6月29日 - オー!マイゴッド!SP（日本テレビ）
- 7月10日（9日深夜） - 平成紅梅亭特別編 追悼・桂ざこば（読売テレビ）[565]
- 7月12日 - スクール革命! スターが映像クイズ作りました!THEカリスマムービー（日本テレビ）[579]
- 8月12日 - 皇室日記特別版 愛子さま新たな決意（日本テレビ）
- 8月16日 - 祝!放送1600回 もぎたて夏祭り（南海放送）
- 9月29日 - 日曜もPS純金（中京テレビ）
- 10月4日 - ゴジてれ30周年4時間スペシャル（福島中央テレビ）
- 10月13日 - ウワサの天才!!カンパニー 次にくるイチオシ商品を紹介しますけど…何か?（日本テレビ）
- 10月20日 - 超無敵×アクマゲーム（日本テレビ）
- 11月3日 - Going!特別版 「好き」でカラダとココロをつくろう!（日本テレビ）
- 12月1日 - 55きげんテレビ -THE BIRTHDAY-（テレビ岩手）
- 12月26日（25日深夜） - オドぜひ年末SP2024 オードリーさん、俺たちは噛ませ犬じゃないんです!（中京テレビ）[580]
- 12月31日 - 東野・岡村の旅猿 特別版 岡村マグロリベンジの旅（日本テレビ）[581]

### テレビ朝日・ANN系列
- 1月1日（2023年12月31日深夜）、3月22日、7月5日 - 夫が寝たあとにSP（テレビ朝日）
- 1月1日（2023年12月31日深夜） - 朝まで生テレビ! 元旦SP（テレビ朝日）
- 1月2日 - ピタニュー新春SP アベレン〜イッチーお疲れ様!カープOBおもてなしの旅〜（広島ホームテレビ）
- 1月3日 - ゲストダイアンお正月SP〜あつまれひがしでの森 完全版〜（朝日放送テレビ）[597]
- 1月4日 - 人気漫画家が選ぶ!本当にスゴい漫画はコレだ!2024（3日深夜、テレビ朝日）
- 1月5日（4日深夜） - 新日本プロレス1.4東京ドーム ワールドプロレスリングSP（テレビ朝日）
- 1月5日(3H) / 2月2日、3月1日、15日、4月5日、26日、5月31日、7月5日、26日、8月9日[598]、10月11日、11月1日[599]、12月13日[330][600](2H) - マツコ&有吉 かりそめ天国SP（テレビ朝日）
- 1月6日、7月20日(1.5H) / 1月18日、2月8日、22日、5月9日、6月6日、8月15日、10月17日[601](2H) - 楽しく学ぶ!世界動画ニュースSP（テレビ朝日）
- 1月7日 - 渡辺篤史の建もの探訪 さらば森田&市川紗椰 建もの大好き芸能人SP（テレビ朝日）
- 1月10日、24日、2月7日、21日[171]、3月6日、4月3日、24日、5月22日、29日、7月17日、31日、8月21日、9月11日、10月2日、16日、11月6日、27日(2H) / 6月19日、12月4日[330](3H) - くりぃむクイズ ミラクル9SP（テレビ朝日）
- 1月14日、2月25日、4月14日、12月15日[330]、29日(2H) / 7月14日(1.5H) - ポツンと一軒家SP（朝日放送テレビ）
- 1月15日、2月5日、3月11日、4月1日、5月13日、6月10日、17日、7月22日、8月26日、9月9日、30日、10月21日、11月11日(1.5H)[注 35] / 7月8日(3H) - 10万円でできるかなSP（テレビ朝日）
- 1月21日 - ナニコレ珍百景 2時間SP（テレビ朝日）
- 1月22日、2月19日[171]、4月15日、5月6日、7月15日、9月2日、10月14日、11月25日[602](3H) / 1月29日、3月4日、6月3日、24日、8月19日、10月28日、12月9日[330](1.5H)[注 35] / 12月23日(3.5H)[330] - Qさま!!SP（テレビ朝日）
- 1月30日、2月27日[171]、3月12日、4月2日、9日、5月14日、7月16日、30日、8月20日、11月5日[603]、12月3日[330][604](2H) / 6月18日、9月17日[605](3H) / 7月9日、9月24日(1.5H) - 家事ヤロウ!!!SP（テレビ朝日）
- 2月3日、12月21日[330](1.5H) / 4月30日、9月3日(2H) - 1泊家族SP（テレビ朝日）
- 2月6日、3月5日、19日、4月16日、5月7日、8月13日、27日、11月12日(2H) / 6月25日(3H) - 出川一茂ホラン☆フシギの会SP（テレビ朝日）
- 2月15日、29日、6月20日、10月10日、24日、11月14日、12月5日[330]、19日(2H) / 4月4日、6月11日、7月4日(3H) / 6月26日、9月25日(1.5H) - 林修の今、知りたいでしょ!SP（テレビ朝日）
- 3月2日 - 発進!ミライクリエイターSP（テレビ朝日）[606]
- 3月8日 - サクラミーツ 特別編（テレビ朝日）
- 3月17日、7月7日(1.5H) / 3月31日、6月23日(2H) - サンデーステーションSP（テレビ朝日）
- 3月23日、4月6日、5月4日、6月8日、7月6日、9月7日、10月5日、11月30日(2H) / 11月16日(3H) / 12月26日(3.5H)[330] - 池上彰のニュースそうだったのか!!SP（テレビ朝日）
- 3月30日 - あざとくて何が悪いの? 春SP（テレビ朝日）
- 4月11日、8月3日、10月2日、8日 - ザ・ニンチドショー 特別版（テレビ朝日）
- 4月12日 - 前川清の笑顔まんてん夜もタビ好キ（九州朝日放送）
- 4月13日 - チョコプランナー ブルーロック通った事ないサミット（テレビ朝日）
- 4月14日 - リア突WEST. 1時間スペシャル（朝日放送テレビ）
- 5月1日(2H)[607] / 12月18日(1H)[608] - かまいガチSP（テレビ朝日）
- 5月5日 - 新婚さんいらっしゃい! 1時間スペシャル（朝日放送テレビ）
- 5月11日 - 激レアさんを連れてきた。 逆境の強レア大先輩SP（テレビ朝日）
- 6月1日 - おは朝45周年スペシャル〜関西全力応援 あなたの夢、叶えます〜（朝日放送テレビ）
- 7月20日 - サタデーステーション 2時間SP（テレビ朝日）
- 8月4日 - ぺこぱのまるスポ 高校野球ふるさとの絆SP〜あなたのおかげでここまで来れた（朝日放送テレビ）
- 8月6日 - 突撃!ナマイキTV みんなの仙台七夕2024（東日本放送）
- 9月20日[609]、12月30日[610] - しくじり先生 俺みたいになるな!! 特別編（テレビ朝日）
- 9月22日（21日深夜） - アイ=ラブ!げーみんぐ 特別編 アイ=ラブ!メテオアリーナ（テレビ朝日）
- 10月6日（初回）[611]、11月10日[612]、12月29日[330] - 有働Times 90分SP（テレビ朝日）
- 10月9日 - EIGHT-JAM ゴールデンスペシャル（テレビ朝日）※3H[613]
- 10月13日 - サンド気になるマン!街のスゴいアンタ（テレビ朝日）[614]
- 12月8日 - 相葉マナブ 2時間SP（テレビ朝日）[330][615]
- 12月11日 - 錦鯉が行く!NORI NORI Excitingツアー（北海道テレビ）※ゴールデン特番第3弾[616]
- 12月21日 - 教えて!ニュースライブ 正義のミカタ 世界“ふてほど”No.1グランプリ2024（朝日放送テレビ）
- 12月26日 - チャージ!年末SP キーワードで振り返る宮城この1年（東日本放送）
- 12月28日 - 食ノ音色 スペシャル（テレビ朝日）
- 12月29日 - じゅん散歩歳末DX（テレビ朝日）[617]
- 12月31日
  - テレメンタリー2024スペシャル〜消えない波紋〜（テレビ朝日）
  - 探偵!ナイトスクープ年忘れファン感謝祭2024（朝日放送テレビ）[618]

### TBS・JNN系列
- 1月1日
  - チャント!ぶっつけ生でおじゃまします元日SP（CBCテレビ）
  - お正月よんチャンTV 池上彰もびっくり!!2024関西アレの次はコレが来る（毎日放送）[注 38]
- 1月3日
  - あけましてゴゴスマ!〜開運SP全員集合〜（CBCテレビ）
  - かまいたちの知らんけど お正月同期旅SP（毎日放送）
- 1月5日、6月28日、7月12日[644]、11月18日(2.5H) / 2月23日、4月12日[645]、19日、5月10日、24日、7月26日、8月30日、9月13日、27日、10月25日、11月29日[646](2H) / 3月29日[647]、8月9日、12月20日[648](3H) / 7月5日(1.5H) / 10月11日(3.5H)[649] - それSnow Manにやらせて下さいSP（TBS）
- 1月7日 - サンデーモーニング 新春SP（TBS）※2.5H
- 1月8日、29日(1H15M) / 1月15日、4月8日、29日、5月27日、6月24日、7月15日、8月12日、9月2日、23日、11月11日、12月2日(2H) - クレイジージャーニーSP（TBS）
- 1月11日、3月28日[538](3H) / 7月11日(2.5H) / 10月3日(3.5H) / 12月12日(2H)[650] - プレバト!!SP（毎日放送）
- 1月13日、2月10日、24日、3月9日、6月1日、9月7日、10月19日、11月2日、12月7日 - 熱狂マニアさん! 2時間SP（TBS）
- 1月16日、30日、2月27日[447]、3月12日、4月2日、5月7日、8月6日、27日、9月17日、10月22日、12月17日[651](2H) / 7月2日、10月1日(2.5H) / 7月9日、10月15日(1.5H) - THE神業チャレンジSP（TBS）
- 1月17日、31日、2月14日(2H) / 3月13日、6月19日、7月17日、9月18日（最終回）[652] (3H) - 東大王SP（TBS）
- 1月21日、28日、2月11日、25日、3月10日、24日、4月7日、21日、5月5日、19日、6月2日、23日、7月14日、28日、8月18日、9月1日、10月6日、11月17日、12月1日、15日(2H) / 9月22日(3H) - 坂上&指原のつぶれない店SP（TBS）
- 1月24日、4月17日、5月1日、12月6日、18日(2H) / 3月27日[22]、8月28日、11月13日(3H) - 世界くらべてみたらSP（TBS）
- 1月28日 - 住人十色SP!激闘ハウス2024（毎日放送）[注 13]
- 3月20日、8月14日、9月4日、12月11日(3H) / 10月2日(3.5H) / 10月23日(2H) - ワールド極限ミステリーSP（TBS）
- 3月30日 - 世界・ふしぎ発見! レギュラー最終回!38年のベストワン映像大公開SP（TBS）※3H[653]
- 3月30日、7月7日、9月29日、12月15日 - よしもと新喜劇SP すち子の大調査ドリル 質問すんのかい!?せんのかい!?（毎日放送）
- 4月5日、5月31日、6月21日、9月20日、12月13日(2H) / 9月27日(1.5H) / 10月4日(2.5H)[654] - オオカミ少年・ハマダ歌謡祭SP（TBS）
- 4月10日、5月22日、12月18日(2H) / 8月14日、9月25日(3H) - 太田×石井のデララバSP（CBCテレビ）
- 4月26日 - 所さんお届けモノです! 初ゴールデン!春の大収穫祭&大冒険2時間SP（毎日放送）
- 4月27日（初回）[655]、5月11日、25日、7月20日、8月10日、24日(2H) / 6月29日、12月21日[656](3H) - 世の中なんでもHOWマッチ いくらかわかる金?SP（TBS）
- 5月5日 - サンデードラゴンズSP（CBCテレビ）
- 6月13日(1H40M) / 9月26日(1.5H) / 12月12日(2H)[657] - 櫻井・有吉 THE夜会SP（TBS）
- 6月25日、9月27日、12月17日[292] - 有田哲平とコスられない街SP（TBS）
- 6月30日 - キン肉マン アニメ放送開始直前SP〜来週からのキン肉マンはこれでバッチリ! 心配とへのつっぱりはいらんですよ!〜（CBCテレビ）[658]
- 7月1日（6月30日深夜） - らくごのお時間 桂ざこばさん追悼SP（毎日放送）[34]
- 7月3日 - ふくしまSHOW 2時間SP（テレビユー福島）
- 7月18日 - 週刊さんまとマツコ 夏の特大号（TBS）※ゴールデン2時間SP第2弾[659]
- 11月27日 - tbcテレビ65周年 ウォッチン!スペシャル ラーメン王子グランプリ2024（東北放送）※第9弾、1H[660]
- 12月9日（8日深夜）
  - KICK OFF! J 1時間スペシャル（TBS）
  - KICK OFF! KANSAI 今夜は1時間生放送SP（毎日放送）
- 12月18日
  - 水曜日のダウンタウン 2時間SP（TBS）[661]
  - tbcテレビ65周年 サンドのゴールデンぼんやり〜ぬTV サンド軍団vs楽天イーグルスOB（東北放送) ※1H[662]
- 12月23日 - 情熱大陸 2夜連続SP イチロー後編（毎日放送）[663]
- 12月27日 - ゴールデンラヴィット!（TBS）※3H[664]
- 12月28日 - 情報7daysニュースキャスター 2024年ニュースの主役ランキング!（TBS）※2.5H[295]

### テレビ東京・TXN系列
- 1月1日（2023年12月31日深夜） - あちこちオードリー 新春SP（テレビ東京）
- 1月3日
  - 男子ごはんSP（テレビ東京）※1.5H
  - ゴッドタン 芸人マジ歌選手権（テレビ東京）
- 1月7日（6日深夜） - FOOT×BRAIN 新春1時間SP 森保一×勝村政信!日本代表の未来（テレビ東京）
- 2月18日
  - 誰でも考えたくなる「正解の無いクイズ」 75分拡大スペシャル（テレビ東京）
  - 2024シーズン開幕直前 コンサにアシスト!スペシャル（テレビ北海道）
- 3月9日 - もしものマネー道 もしマネ ゴールデンSP（テレビ大阪）
- 3月18日(2.5H) / 12月23日(3.5H)[278] - YOUは何しに日本へ?SP（テレビ東京）
- 3月31日（30日深夜） - 二軒目どうする?〜ツマミのハナシ〜SP 小田原を飲み歩く（テレビ東京）※1H
- 4月2日 - テレビ東京開局60周年特別企画 開運!なんでも鑑定団 新MC初登場…祝!30周年春の3時間半スペシャル（テレビ東京）[672]
- 5月6日 - 未来の主役 地球の子どもたち 2024スペシャル（TVQ九州放送）
- 7月7日 - 遊☆戯☆王ゴーラッシュ!! 七夕音楽祭（テレビ東京）
- 9月15日 - 高校生ぃぃeeeee!STAGE:0 eスポーツ頂上決戦&乃木坂46と浅草ぶらり（テレビ東京）
- 12月12日 - カンブリア宮殿SP（テレビ東京） ※1.5H
- 12月13日 - ガイアの夜明けスペシャル（テレビ東京） ※1.5H
- 12月21日
  - 大阪おっさんぽスペシャル（テレビ大阪） ※2H
  - スイッチン! 年末拡大1時間SP（テレビ北海道）
  - けいナビスペシャル 夜の経済〜札幌圏「眠らない」現場へ（テレビ北海道） ※1H[673]
- 12月25日（24日深夜） - SHOW激!今夜もドル箱 1時間SP（テレビ東京）[281]
- 12月28日 - 伊集院光&佐久間宣行の勝手に「テレ東批評」 ずん飯尾&鈴木福と年末SP（テレビ東京）
- 12月29日 - ワールドビジネスサテライト 年末3時間SP（テレビ東京）[674]

### フジテレビ・FNN・FNS系列
- 1月1日
  - よ〜いドン!お正月SP（関西テレビ）
  - 金バク!新春SP（岡山放送）
- 1月2日
  - 皇室ご一家 新春スペシャル2024（フジテレビ）[1]
  - はやく起きた朝は… 2024新春スペシャル（フジテレビ）[1]
  - 有吉くんの正直さんぽ新春SP in松山（フジテレビ）[1]
  - 深夜のハチミツSP（フジテレビ）[1]
  - スポラバ新春特番 野間さんと絆合宿〜誠也もドッキリ参戦SP〜（テレビ新広島）
- 1月3日
  - 土曜はナニする!? お正月SP（関西テレビ）[1]
  - ただいま!テレビ 新春開運SP（テレビ静岡）
- 1月5日[1]、3月29日[188]、10月4日[69]、11月15日(3H) / 1月26日、2月23日、4月12日、26日、5月10日、31日、6月14日、28日、7月12日、26日、8月23日、9月6日、13日、10月25日、11月29日(2H) - ウワサのお客さまSP（フジテレビ）
- 1月13日、2月17日[720]、3月9日、4月5日（4日深夜）、5月14日（13日深夜）、6月18日（17日深夜）、7月2日（1日深夜）、8月10日、9月24日（23日深夜）、10月19日 - ワンピースバラエティ 海賊王におれはなるTV（フジテレビ）
- 1月14日、2月4日、18日、3月3日、17日、4月14日、28日[721]、5月19日、6月2日、16日、30日[722]、7月28日、8月4日、25日、9月22日、29日[69]、12月15日 - 千鳥のクセスゴ! 2時間SP（フジテレビ）
- 1月17日、31日、2月14日、28日、3月13日、4月3日[188]、17日、5月15日、6月12日、26日、7月17日、31日、8月14日、28日、9月11日、10月9日、23日、11月27日、12月18日(2H) / 11月13日(3H) - 世界の何だコレ!?ミステリーSP（フジテレビ）
- 1月20日、2月24日、3月23日 - News αプラス（フジテレビ）
- 1月20日 - タカトシ温水の路線バスで! 冬の「都電荒川線」SP（フジテレビ）
- 1月27日 - おかべろ生放送2時間SP スター大集結改名直前!関ジャニ&なるみ黒田ブラマヨ（関西テレビ）[723]
- 1月29日、5月20日、6月17日、7月22日、9月9日、23日[69]、10月28日、11月18日、12月9日 - 呼び出し先生タナカ 2時間SP（フジテレビ）
- 1月30日、3月19日、4月23日[724]、5月21日、7月9日[725]、8月27日、9月17日 - 突然ですが占ってもいいですか? 2時間SP（フジテレビ）
- 2月10日 - EXITの未来を本気（マジ）で考える4〜フューチャーランナーズSP〜（フジテレビ）[726]
- 2月24日、6月9日、8月24日、12月30日[131] - イット!特別編 しらべてみたらSP（フジテレビ・FNN）
- 3月11日 - テレポートプラススペシャル 学びを未来へ-震災から13年（福島テレビ）
- 3月24日 - ちびまる子ちゃん みんなに幸せいっぱい、きますように!春のお楽しみSP（フジテレビ）※1H[727]
- 3月31日（30日深夜） - S-PARK ドバイワールドカップ2024&最終回SP（フジテレビ）
- 4月4日[188]、6月13日[728] - オドオド×ハラハラ 2時間SP（フジテレビ）
- 4月18日（初回）、5月2日、23日、6月20日、7月25日、8月29日、9月19日、10月24日、11月7日、12月19日 - 街グルメをマジ探索!かまいまち 2時間SP（フジテレビ）
- 6月2日 - 全力おたすけバラエティ かのおが便利軒SP（仙台放送）[729]
- 6月29日 - KICK OFF!FUKUOKA Jリーグ前半戦振り返り1時間スペシャル（テレビ西日本）
- 7月14日 - 発見!タカトシランドSP 相葉・安村と北海道ぶっつけ4人旅（北海道文化放送）[730]
- 8月11日（10日深夜） - ウマウマ! 〜アノミズキのビギナー育成TV〜 10分拡大SP（フジテレビ）
- 8月11日、10月13日、27日、12月22日 - Mr.サンデーSP（フジテレビ・関西テレビ）
- 8月27日 - キメツケ! 残暑も吹き飛ぶ2時間スペシャル!（関西テレビ）
- 9月3日 - アンタッチャブルの早速行ってみた 香取慎吾&サンドとやりたい放題ツアー最終回SP（関西テレビ）※2H
- 9月17日 - ちゃちゃ入れマンデー 関西人が愛する〇〇の境界線を大調査2時間SP（関西テレビ）
- 9月27日 - 全力!脱力タイムズ 70分SP（フジテレビ）[69][731]
- 10月10日 - トークィーンズSP（フジテレビ）[732]
- 10月11日 - 酒のツマミになる話 2時間SP（フジテレビ）[733]
- 10月26日 - スイッチ! ふるさとグルメSP（東海テレビ）
- 12月3日 - なんしょん? ザ・ゴールデン（岡山放送）
- 12月21日 - 今年もありがとう!サタふく年末SP（福島テレビ）※3H
- 12月22日 - なりゆき街道旅 2時間半SP（フジテレビ）
- 12月28日 - 釣りごろつられごろ2024年末総集編〜記録を超えろ!挑戦と笑顔の名シーンSP〜（テレビ新広島）

### クロスネット局・トリプルクロスネット局・独立局
- 1月1日
  - 初春お茶の間寄席（千葉テレビ）
  - LOVEかわさき 新春特番 次の100年に向けて〜川崎の未来〜（テレビ神奈川）

### BS・CS
- 1月1日 - ジョニ男のぶらぶら昭和。新春スペシャル（BS松竹東急）※2H[740]
- 1月5日、10月6日（最終回）[741](2H) / 2月20日(1H) - 迷宮グルメ 異郷の駅前食堂SP（BS朝日・BS朝日 4K）
- 1月7日 - ブラマヨ談話室〜ニッポン、どうかしてるぜ!〜 10周年SP!（BSフジ・BSフジ 4K）
- 1月12日、26日、3月8日、4月12日、5月10日、6月14日、7月12日、8月2日、9月13日、10月11日、11月8日、12月13日 - 徳光和夫の名曲にっぽん 2時間スペシャル（BSテレ東・BSテレ東 4K）
- 1月14日、3月24日 - 中川家&コント 特別編（BSフジ・BSフジ 4K）
- 1月21日 - ゴルフONE 新春SP（BS-TBS・BS-TBS 4K）[注 13]
- 1月31日、3月23日、9月19日 - 歌謡プレミアム 特別版（BS日テレ・BS日テレ 4K）
- 2月11日 - BS日本・こころの歌 新春スペシャル2024（BS日テレ・BS日テレ 4K）[注 13]
- 2月15日 - カーグラフィックTV 1時間スペシャル（BS朝日・BS朝日 4K）
- 2月26日、6月17日(2H) / 12月23日(5H) - 女子ゴルフペアマッチ選手権SP（BS朝日・BS朝日 4K）
- 4月3日 - ベストヒットUSA 1時間スペシャル（BS朝日・BS朝日 4K）[742]
- 6月15日 - 憧れの地に家を買おう いつかは住みたい!常夏ハワイのオススメ物件SP（BS-TBS・BS-TBS 4K）
- 6月27日、12月26日 - あなたの知らない京都旅 2時間SP（BS朝日・BS朝日 4K）
- 7月3日、12月25日 - 魚が食べたい! 2時間SP（BS朝日・BS朝日 4K）
- 8月10日 - ワタシが日本に住む理由 90分SP（BSテレ東・BSテレ東 4K）
- 8月11日
  - 水戸黄門55周年記念特番 あゝ人生に水戸黄門あり（BS-TBS・BS-TBS 4K）[743]
  - まいど!ジャーニィ〜 2024夏休みSP（BSフジ・BSフジ 4K）
- 8月24日 - 卓球ジャパン! 1時間SP（BSテレ東・BSテレ東 4K）
- 8月25日 - 青森ねぶた祭で飲ろうぜ（BS-TBS・BS-TBS 4K）
- 11月23日 - 競馬魂スピンオフ 地方競馬魂〜高知編（フジテレビONE スポーツ・バラエティ）[744]
- 12月10日 - 夢が咲く 有吉園芸 1時間SP（BS朝日・BS朝日 4K）
- 12月11日 - 工藤阿須加が行く 農業始めちゃいました 1時間SP（BS朝日・BS朝日 4K）
- 12月12日 - 家呑み華大 1時間SP（BS朝日・BS朝日 4K）
- 12月18日 - そこに山があるから 1時間SP（BS朝日・BS朝日 4K）
- 12月20日(1H) / 12月27日(2H) - ネコいぬワイドショーSP（BS朝日・BS朝日 4K）
- 12月24日 - ウチ、“断捨離”しました! 2時間SP（BS朝日・BS朝日 4K）
- 12月27日 - となりのスゴイ家 2024アワード2時間SP（BSテレ東・BSテレ東 4K）
- 12月28日 - おぎやはぎの愛車遍歴 NO CAR, NO LIFE!〜ガレージのぞき見スペシャル in千葉〜（BS日テレ・BS日テレ 4K） ※1H50M[745]
- 12月31日〜2025年1月1日 - 友近・礼二のゆく鉄くる鉄（BS日テレ・BS日テレ 4K）[746]

## 2024年東京都知事選挙
放送日は2024年7月7日を基準とする。
NHK総合
- 都知事選開票速報（19:58 - 20:50他）[749]

フジテレビ系
- Mr.サンデー “七夕決戦”都知事選SP（21:00 - 23:09、関西テレビとの共同制作）
  - 出演：宮根誠司、藤本万梨乃（フジテレビアナウンサー）、橋下徹、泉房穂、山崎怜奈、鈴木哲夫

TOKYO MX
- 都知事選開票特番選挙FLAG（19:30 - 21:00（MX1）、21:00 - 23:00（MX2））[750]
  - 出演：堀潤、豊崎由里絵、泉房穂、東国原英夫、伊藤聡子、藤井サチ他

## 2024年パリオリンピック・パラリンピック

### NHKのオリンピック・パラリンピック中継・関連番組・キャスターなど
関連番組
- 7月7日 - NHKスペシャル 戦渦のオリンピック 〜密着180日 対立と分断の舞台裏〜（NHK総合）
- 7月15日
  - ファミリーヒストリー 柔道家 阿部一二三・詩〜強さの秘密は家族の絆〜（NHK総合）
  - NHKスペシャル“新たな強さ”を探して 池江璃花子 パリへの苦闘（NHK総合）
- 7月19日 - 東北からパリへ オリンピック・パラリンピック開幕直前SP（NHK仙台放送局 / NHK総合（東北ブロック））
- 7月20日 - NHKスペシャル レスリング女子 新時代“最古の格闘技”をUpdate（NHK総合）
- 7月26日
  - パリオリンピック2024 開会式直前スペシャル（NHK総合）[751]
  - NHKスペシャル 体操男子 団体金メダルへの道 〜密着・橋本大輝と日本代表〜（NHK総合）
  - スポーツ酒場“語り亭” 見どころ満載!パリオリンピック 開幕スペシャル（NHK BS）
- 8月14日 - NHKスペシャル 体操男子団体 選手が語る金メダルの舞台裏（NHK総合）
- 8月17日
  - パリオリンピック総集編 夢を信じて（NHK総合）[752]
  - スポーツ酒場“語り亭” パリオリンピック あの感動をもう一度!（NHK BS）
- 8月28日 - パリパラリンピック2024 開幕直前スペシャル（NHK総合）[753]

出演者など
（特記がないものは全員NHKアナウンサー）
- オリンピックアスリートナビゲーター：内村航平（元体操日本代表、2012年ロンドン五輪、2016年リオ五輪男子個人総合金メダリスト）[754]
- パラリンピックアスリートナビゲーター：国枝慎吾（元車いすテニス日本代表）[755]
- オリンピック開会式キャスター：中山果奈、伊藤慶太[756]
- オリンピック閉会式キャスター：中川安奈、松野靖彦[756]
- パラリンピック開会式キャスター：松本真季、池間昌人[753][757]
- パラリンピック閉会式キャスター：松本真季、瀬田宙大[753][757]
- パラリンピック現地リポーター：風間俊介（俳優）[753]
- パラリンピックスタジオゲスト：武井壮（タレント）、長濱ねる（俳優、元欅坂46）[753]
- パラリンピックスタジオ司会：田所拓也[753]
- 番組テーマ曲：YOASOBI「舞台に立って」[758][759]

### 民放各局のオリンピック中継・関連番組・キャスターなど
関連番組
- 3月23日（22日深夜） - レミたんの2024夏 ボンジュール大作戦（フジテレビ）
- 4月28日（27日深夜） - パリ五輪カウントダウン特別番組 〜スペシャルキャスター石川佳純〜（フジテレビ）
- 6月9日 - 卓球ニッポン金メダルへの絆 〜涙と笑顔と結束と〜 完全密着718日（テレビ東京）
- 7月6日
  - 小峠くんにスポーツを教えナイト〜テレ東もオリンピック放送するってよSP〜（テレビ東京）
  - パリ五輪カウントダウン特別番組 〜菅田将暉&石川佳純〜（フジテレビ）
- 7月12日 - オリンピック伝説の試合 本人と見直したら新発見!パリへ大壮行会SP（テレビ東京）[760]
- 7月18日 - 1000人が選んだ 夏のオリンピック 大逆転劇 ベスト20 ニンチドショー夏SP（テレビ朝日）[761][762]
- 7月22日 - 新事実!オリンピック名場面 最強金メダルアワード（日本テレビ）[763]
- 8月3日 - パリオリンピック前半戦ハイライト（テレビ東京）
- 8月12日 - サンドのパリ五輪総集編 メダリストが最速大集合!名場面㊙全舞台ウラSP（テレビ朝日）[764]
- 8月14日 - くりぃむしちゅーの!THEレジェンド パリ五輪メダリスト大集合SP（日本テレビ）
- 8月18日 - 密着5年!無敗の新女王・藤波朱理 揺れる20歳、家族の夢・金メダル獲得の舞台ウラ（中京テレビ）
- 9月1日 - パリとマラソンと私 前田穂南が走れなかったオリンピック（関西テレビ）[765]
- 11月3日 - ドキュメンタリー好き芸人が見る!聞く!密着365日阿部兄妹の真実（日本テレビ）[注 5]
- 11月10日 - いま、伝えたいありがとう〜パラアスリートたちの絆物語〜（テレビ朝日）
- 12月22日 - パリの歓喜スペシャル 石川佳純の夢旅 〜堀米雄斗を追って、ロサンゼルス編〜（フジテレビ）

出演者など
- 日本テレビ系
  - メインキャスター：櫻井翔（嵐）[766][767]
  - アスリートキャスター：萩野公介（元競泳選手、2016年リオ五輪男子400m個人メドレー金メダリスト）[768]
  - スペシャルサポーター：上田晋也（くりぃむしちゅー）[766][767]
  - アスリート応援ソング：MISIA「フルール・ドゥ・ラ・パシオン」[769]
- テレビ朝日系
  - メインキャスター：松岡修造（元プロテニスプレーヤー）[770]
  - フィールドキャスター：内田篤人（元サッカー日本代表）[770]
  - 進行キャスター：安藤萌々（テレビ朝日アナウンサー）[770]
  - スペシャリスト：平野早矢香（元卓球日本代表、2012年ロンドン五輪女子団体銀メダリスト）、髙藤直寿（元柔道日本代表、2020年東京五輪男子60kg級金メダリスト）、潮田玲子（元バドミントン日本代表、2008年北京五輪女子ダブルス5位入賞）
  - バスケSPブースター：広瀬すず（俳優）[771]
  - ANNスポーツ応援ソング：Mrs. GREEN APPLE「アポロドロス」[772]
- TBS系
  - スペシャルキャスター：高橋尚子（元陸上競技選手、2000年シドニー五輪女子マラソン金メダリスト）[773]
  - 総合司会：安住紳一郎（TBSテレビアナウンサー）[773]
  - 見どころプレゼンター：伊沢拓司（QuizKnock）
  - アスリートゲスト：中村美里（元柔道日本代表、2016年リオ五輪女子52kg級銅メダリスト、大野将平（元柔道日本代表、2020年東京五輪男子73kg級金メダリスト）、奥原希望（元バドミントン日本代表、2016年リオ五輪女子シングルス銅メダリスト）、谷川翔（体操技術選手、2022アジア大会男子団体銅メダリスト）、平野歩夢（元スケートボード日本代表、2022年北京五輪男子ハーフパイプ金メダリスト）、設楽悠太（陸上競技選手）、脇本雄太（競輪選手）、中村妃智（自転車トラック競技選手）
  - ゲスト解説：槙野智章（元サッカー日本代表）、横田真人（元陸上競技選手）、藤井瑞希（元バドミントン日本代表、2012年ロンドン五輪女子ダブルス銅メダリスト）、朝原宣治（元陸上競技選手、2008年北京五輪男子4×100mリレー銅メダリスト）、木村沙織（元バレーボール女子日本代表、2012年ロンドン五輪銅メダリスト）、清水邦広（男子バレーボール選手、2014アジア大会銀メダリスト）
  - 現地リポート担当アナウンサー：石井大裕、日比麻音子、近藤夏子、佐々木舞音（いずれもTBSテレビアナウンサー）
  - TBS系スポーツ2024テーマ曲：サザンオールスターズ「ジャンヌ・ダルクによろしく」[774]
- テレビ東京系
  - メインキャスター：水谷隼（元卓球日本代表、2020年東京五輪混合ダブルス金メダリスト）[775][760]
  - フィールドキャスター：高橋礼華（元バドミントン日本代表、2016年リオ五輪女子ダブルス金メダリスト）[775][760]
  - 応援隊長：出川哲朗（タレント）[776]
  - アスリート応援ソング：スキマスイッチ「逆転トリガー」[776]
- フジテレビ系
  - スペシャルキャスター：石川佳純（元卓球日本代表、2017年世界選手権混合ダブルス金メダリスト）[777]
  - メインサポーター：土井レミイ杏利（元ハンドボール日本男子代表）[778]
  - スペシャルパートナー：菅田将暉（俳優・歌手）
  - キャスター：榎並大二郎、佐久間みなみ（フジテレビアナウンサー）
  - サブキャスター：今湊敬樹（フジテレビアナウンサー）
  - めざまし8・パリオリンピックスペシャルコメンテーター：入江陵介（元競泳日本代表、2012年ロンドン五輪男子100m背泳ぎ銅メダリスト、200m銀メダリスト）
  - ブレイキン競技ゲスト：岡村隆史（ナインティナイン）
  - アスリート応援ソング：菅田将暉「くじら」[779]

## 第50回衆議院議員総選挙
放送日は2024年10月27日を基準とする。
NHK総合
- 衆院選開票速報 2024（19:55 - 翌5:00）[注 43][780]
  - 出演：糸井羊司、副島萌生、中山果奈、利根川真也、八田知大（いずれもNHKアナウンサー）

日本テレビ系
- zero選挙 2024（第1部・19:58 - 23:55、第2部・翌0:15 - 2:00）[781]
  - 出演：藤井貴彦、櫻井翔（嵐）、小栗泉、鈴江奈々、滝菜月、安野貴博（AIエンジニア）、佐藤梨那、山﨑誠、後呂有紗（小栗は日本テレビ解説委員長、鈴江、滝、佐藤、山﨑、後呂はいずれも日本テレビアナウンサー）

テレビ朝日系
- 選挙ステーション2024&有働Times あなたは何を選びましたか?〜Your voice, your choice〜（19:54 - 翌0:00）[782]
  - 出演：大越健介、大下容子（テレビ朝日アナウンサー）、千々岩森生（テレビ朝日政治部記者） / 有働由美子

TBS系
- 決戦!緊急W中継 SMBC日本シリーズ2024×選挙の日2024（17:45 - 翌1:00）[783][784][785]
  - 出演：内川聖一、杉内俊哉（巨人1軍投手チーフコーチ）、新タ悦男 / 井上貴博、ホラン千秋、太田光（爆笑問題）、石井亮次、小倉優子、岸博幸、トラウデン直美、赤荻歩、南波雅俊（新タ、井上、赤荻、南波はいずれもTBSテレビアナウンサー）

テレビ東京系
- 集まれ!総選挙ライブ（19:50 - 23:30）[786][787]
  - 出演：大江麻理子、豊島晋作、篠原裕明、大浜平太郎、角谷暁子、田中瞳、片渕茜、中原みなみ、鈴木洋嗣、後藤達也、秋元里奈、秋葉弘道（アキダイ代表取締役）、小泉悠、唐鎌大輔、古市憲寿、石原良純、坂下千里子、ウエンツ瑛士、ゆうちゃみ（大江、豊島、大浜、片渕はいずれもテレビ東京キャスター、篠原はテレビ東京報道局、角谷、田中、中原はいずれもテレビ東京アナウンサー）

フジテレビ系
- Live選挙サンデー 超速報SP（19:58 - 翌1:30）[788][789][790]
  - 出演：宮根誠司、青井実、橋下徹、金子恵美、泉房穂、反町理、宮司愛海、藤本万梨乃、竹俣紅、上垣皓太朗、梅津弥英子、安宅晃樹（反町はフジテレビ解説委員長、宮司、藤本、竹俣、上垣、梅津、安宅はいずれもフジテレビアナウンサー） / 川平慈英、下野紘、永田亮子、Nona、松元真一郎（ナレーション）

TOKYO MX
- 堀潤 選挙Junction（TOKYO MX1、19:53 - 21:00）[791]
  - 出演：堀潤、豊崎由里絵、石田健、馬渕磨理子、東国原英夫